# 石巻市
石巻市（いしのまきし）は、宮城県北東部にある市である。仙台市に次いで県内第二の人口を擁する。
旧北上川河口の伊寺水門（いしみなと）から発展 した、太平洋に面する港町であり、石巻圏の中心都市である。市外局番は0225。

## 地理

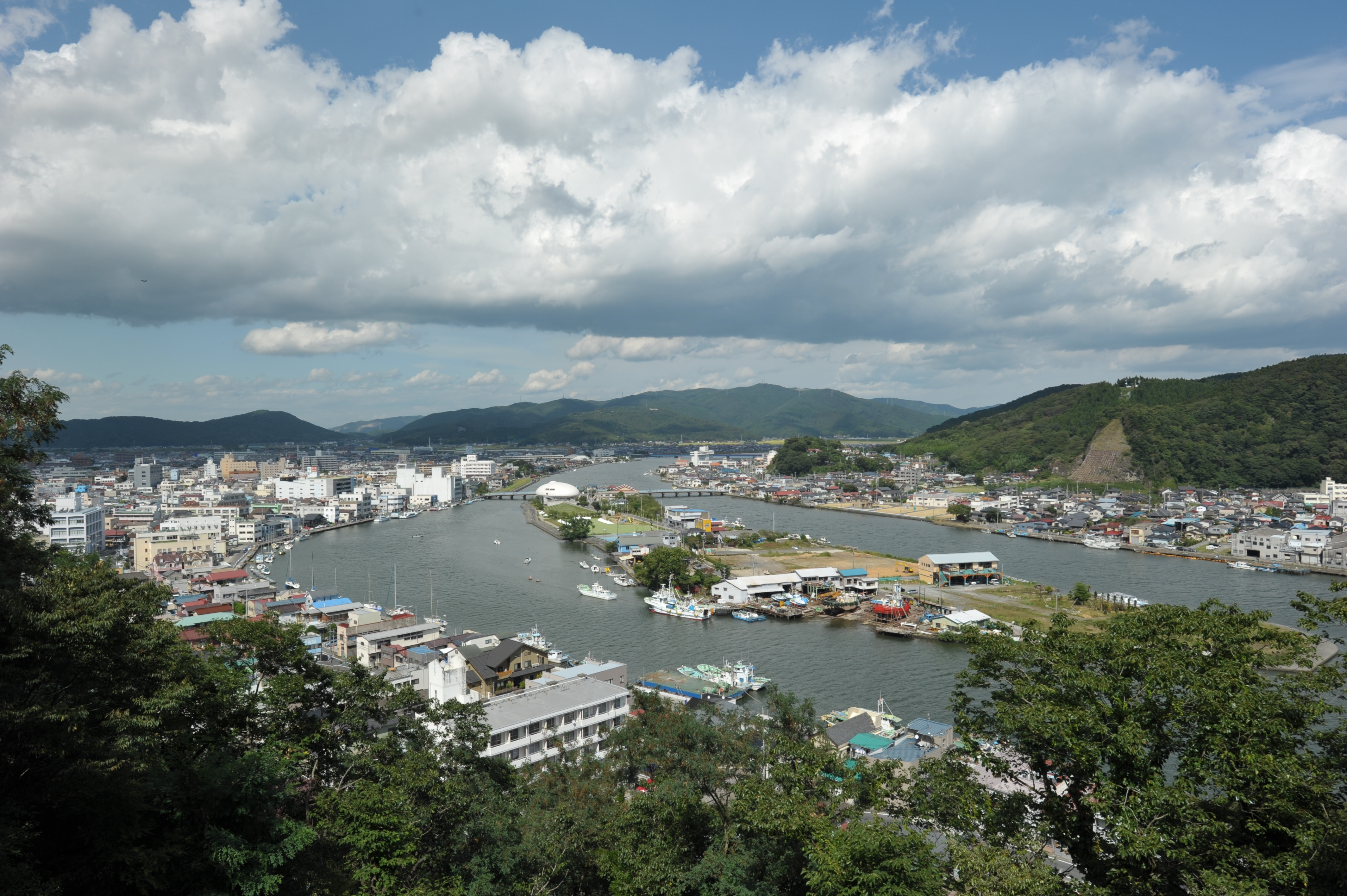
石巻市街地を貫流する旧北上川（2009年）

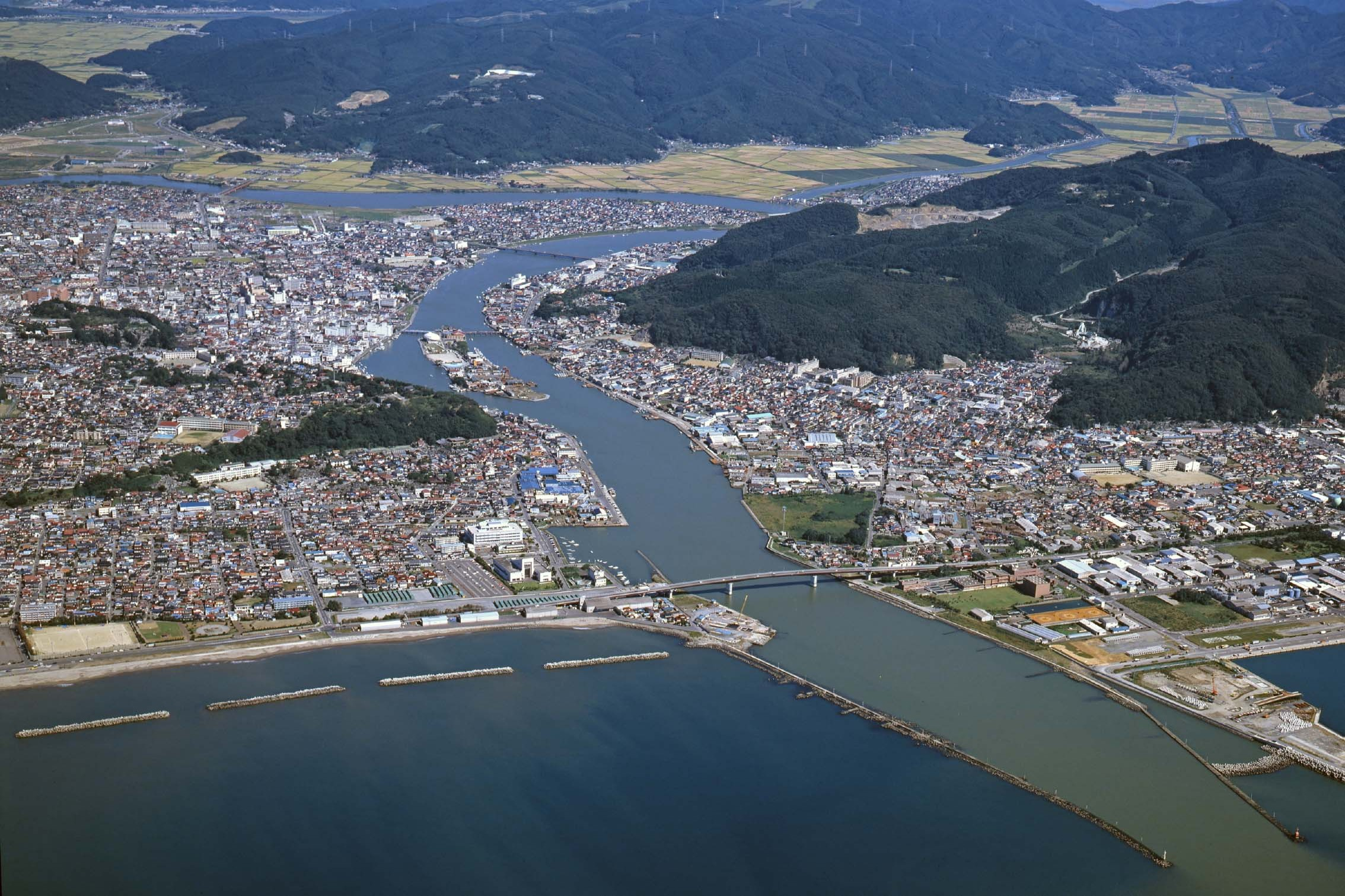
東日本大震災前の石巻市街地

### 位置
2005年（平成17年）の広域合併により、市域はそれまでの旧北上川下流域から、牡鹿郡女川町を除く三陸海岸南端、牡鹿半島一帯まで広がった。市のほぼ中央を旧北上川が南北に縦断し、概ね旧北上川を境に土地利用や第一次産業の構造に変化が見られる。
市街地は主に旧北上川河口に広がっており、旧北上川の中州である中瀬地区から石巻駅にかけての地域が中心市街地である。
旧北上川右岸から西側の河南地区、桃生地区は仙台平野の東端部に位置し、石巻平野と北上川がもたらした肥沃な土壌から稲作を中心とした農業が盛んである。一方の旧北上川左岸から東の地域は北上山地とリアス式海岸によって複雑な地形をしており、平地が少ないため農業は西部と比べて割合は低い。東部では漁業や石巻湾内での養殖業などが盛んである。市の中央部の上品山には牧場があり、周辺では畜産業も行われている。
金華山沖（三陸沖）は、黒潮（暖流）と親潮（寒流）がぶつかる潮目として世界三大漁場の一つとなっており、200種類以上の魚が獲れる。漁場に近い本市は全国でも有数の水産都市となっており、石巻漁港の2019年の水揚げ量は約10万トンで日本国内第5位である。市内の万石浦でカキの養殖法が開発され、世界中に広がった。

### 地形

#### 山岳
主な山
- 日和山
- 上品山
- 旭山
- 硯上山
- 翁倉山（標高532m）[4]

#### 河川
主な川
- 北上川
- 旧北上川
- 真野川
- 定川

### 気候
| 石巻特別地域気象観測所（石巻市泉町、標高43m）の気候     | 石巻特別地域気象観測所（石巻市泉町、標高43m）の気候 | 石巻特別地域気象観測所（石巻市泉町、標高43m）の気候 | 石巻特別地域気象観測所（石巻市泉町、標高43m）の気候 | 石巻特別地域気象観測所（石巻市泉町、標高43m）の気候 | 石巻特別地域気象観測所（石巻市泉町、標高43m）の気候 | 石巻特別地域気象観測所（石巻市泉町、標高43m）の気候 | 石巻特別地域気象観測所（石巻市泉町、標高43m）の気候 | 石巻特別地域気象観測所（石巻市泉町、標高43m）の気候 | 石巻特別地域気象観測所（石巻市泉町、標高43m）の気候 | 石巻特別地域気象観測所（石巻市泉町、標高43m）の気候 | 石巻特別地域気象観測所（石巻市泉町、標高43m）の気候 | 石巻特別地域気象観測所（石巻市泉町、標高43m）の気候 | 石巻特別地域気象観測所（石巻市泉町、標高43m）の気候 |
| 月                                                      | 1月                                                 | 2月                                                 | 3月                                                 | 4月                                                 | 5月                                                 | 6月                                                 | 7月                                                 | 8月                                                 | 9月                                                 | 10月                                                | 11月                                                | 12月                                                | 年                                                  |
| ------------------------------------------------------- | --------------------------------------------------- | --------------------------------------------------- | --------------------------------------------------- | --------------------------------------------------- | --------------------------------------------------- | --------------------------------------------------- | --------------------------------------------------- | --------------------------------------------------- | --------------------------------------------------- | --------------------------------------------------- | --------------------------------------------------- | --------------------------------------------------- | --------------------------------------------------- |
| 最高気温記録 °C （°F）                                  | 15.2 (59.4)                                         | 19.2 (66.6)                                         | 20.7 (69.3)                                         | 28.4 (83.1)                                         | 30.7 (87.3)                                         | 34.7 (94.5)                                         | 35.8 (96.4)                                         | 36.8 (98.2)                                         | 34.0 (93.2)                                         | 28.5 (83.3)                                         | 23.7 (74.7)                                         | 21.9 (71.4)                                         | 36.8 (98.2)                                         |
| 平均最高気温 °C （°F）                                  | 4.8 (40.6)                                          | 5.6 (42.1)                                          | 8.9 (48)                                            | 14.1 (57.4)                                         | 18.7 (65.7)                                         | 21.9 (71.4)                                         | 25.2 (77.4)                                         | 27.0 (80.6)                                         | 24.2 (75.6)                                         | 19.1 (66.4)                                         | 13.2 (55.8)                                         | 7.3 (45.1)                                          | 15.9 (60.6)                                         |
| 日平均気温 °C （°F）                                    | 1.0 (33.8)                                          | 1.6 (34.9)                                          | 4.6 (40.3)                                          | 9.6 (49.3)                                          | 14.5 (58.1)                                         | 18.3 (64.9)                                         | 21.9 (71.4)                                         | 23.6 (74.5)                                         | 20.5 (68.9)                                         | 15.0 (59)                                           | 8.9 (48)                                            | 3.4 (38.1)                                          | 11.9 (53.4)                                         |
| 平均最低気温 °C （°F）                                  | −2.2 (28)                                           | −2.0 (28.4)                                         | 0.5 (32.9)                                          | 5.4 (41.7)                                          | 11.0 (51.8)                                         | 15.5 (59.9)                                         | 19.5 (67.1)                                         | 21.1 (70)                                           | 17.4 (63.3)                                         | 10.9 (51.6)                                         | 4.6 (40.3)                                          | 0.0 (32)                                            | 8.5 (47.3)                                          |
| 最低気温記録 °C （°F）                                  | −14.6 (5.7)                                         | −13.1 (8.4)                                         | −10.3 (13.5)                                        | −5.0 (23)                                           | −0.1 (31.8)                                         | 5.7 (42.3)                                          | 8.3 (46.9)                                          | 11.5 (52.7)                                         | 6.2 (43.2)                                          | −0.7 (30.7)                                         | −4.6 (23.7)                                         | −10.5 (13.1)                                        | −14.6 (5.7)                                         |
| 降水量 mm （inch）                                      | 38.8 (1.528)                                        | 31.0 (1.22)                                         | 72.4 (2.85)                                         | 86.1 (3.39)                                         | 96.8 (3.811)                                        | 110.6 (4.354)                                       | 145.7 (5.736)                                       | 115.8 (4.559)                                       | 151.6 (5.969)                                       | 137.9 (5.429)                                       | 61.9 (2.437)                                        | 42.8 (1.685)                                        | 1,091.3 (42.965)                                    |
| 降雪量 cm （inch）                                      | 17 (6.7)                                            | 16 (6.3)                                            | 9 (3.5)                                             | 1 (0.4)                                             | 0 (0)                                               | 0 (0)                                               | 0 (0)                                               | 0 (0)                                               | 0 (0)                                               | 0 (0)                                               | 1 (0.4)                                             | 8 (3.1)                                             | 51 (20.1)                                           |
| 平均降水日数 （≥0.5 mm）                                | 6.5                                                 | 6.5                                                 | 8.7                                                 | 9.8                                                 | 10.1                                                | 10.9                                                | 13.7                                                | 10.7                                                | 11.4                                                | 9.8                                                 | 7.5                                                 | 7.6                                                 | 113.2                                               |
| 平均降雪日数                                            | 18.7                                                | 14.6                                                | 10.5                                                | 1.4                                                 | 0.0                                                 | 0.0                                                 | 0.0                                                 | 0.0                                                 | 0.0                                                 | 0.0                                                 | 1.4                                                 | 13.8                                                | 60.7                                                |
| % 湿度                                                  | 71                                                  | 69                                                  | 67                                                  | 68                                                  | 74                                                  | 80                                                  | 84                                                  | 82                                                  | 80                                                  | 76                                                  | 73                                                  | 73                                                  | 75                                                  |
| 平均月間日照時間                                        | 163.8                                               | 164.6                                               | 184.5                                               | 193.4                                               | 196.0                                               | 157.4                                               | 140.1                                               | 161.9                                               | 137.3                                               | 151.5                                               | 150.0                                               | 146.2                                               | 1,946.7                                             |
| 出典：気象庁 (平均値：1991年-2020年、極値：1887年-現在) |                                                     |                                                     |                                                     |                                                     |                                                     |                                                     |                                                     |                                                     |                                                     |                                                     |                                                     |                                                     |                                                     |

### 人口
| |                                        |  |
| 石巻市と全国の年齢別人口分布（2005年） | 石巻市の年齢・男女別人口分布（2005年） |  |
| ■紫色 ― 石巻市 ■緑色 ― 日本全国 | ■青色 ― 男性 ■赤色 ― 女性              |  |
| 石巻市（に相当する地域）の人口の推移 \| 1970年（昭和45年） \| 177,597人 \| \| \| 1975年（昭和50年） \| 182,168人 \| \| \| 1980年（昭和55年） \| 186,094人 \| \| \| 1985年（昭和60年） \| 186,587人 \| \| \| 1990年（平成2年） \| 182,911人 \| \| \| 1995年（平成7年） \| 178,923人 \| \| \| 2000年（平成12年） \| 174,778人 \| \| \| 2005年（平成17年） \| 167,324人 \| \| \| 2010年（平成22年） \| 160,826人 \| \| \| 2015年（平成27年） \| 147,214人 \| \| \| 2020年（令和2年） \| 140,151人 \| \| |                                        |  |
| 総務省統計局 国勢調査より |                                        |  |
| 1970年（昭和45年） | 177,597人                              |  |
| 1975年（昭和50年） | 182,168人                              |  |
| 1980年（昭和55年） | 186,094人                              |  |
| 1985年（昭和60年） | 186,587人                              |  |
| 1990年（平成2年） | 182,911人                              |  |
| 1995年（平成7年） | 178,923人                              |  |
| 2000年（平成12年） | 174,778人                              |  |
| 2005年（平成17年） | 167,324人                              |  |
| 2010年（平成22年） | 160,826人                              |  |
| 2015年（平成27年） | 147,214人                              |  |
| 2020年（令和2年） | 140,151人                              |  |

平成27年国勢調査より前回調査からの人口増減をみると、8.46パーセント減の147,214人であり、増減率は県下35市町村中28位、40行政区域中33位。

### 隣接自治体
宮城県
- 東松島市
- 登米市
- 遠田郡：涌谷町
- 遠田郡：美里町
- 牡鹿郡：女川町
- 本吉郡：南三陸町

## 歴史

### 先史
石巻地方に人が住み始めた歴史は旧石器時代まで遡る。
市内の丘陵には沢山の貝塚が発見されていることから縄文時代には既に人々が集団生活を送っていたと考えられている。

### 古代
古墳時代
仁徳天皇の治世になると石巻地方が伊寺水門（いしみなと）という名称で歴史の表舞台に現れる。日本書紀仁徳55年条によると『蝦夷叛く。田道を遣して撃たしむ。則ち蝦夷の為に敗られて、伊寺水門に死す（現代語訳:勅命で征夷の軍を率いて蝦夷たちと戦った上毛野田道将軍が伊寺水門にて戦死した）』とある。
奈良時代
奈良時代には蝦夷と朝廷が対立し、牡鹿柵・桃生城が造られる。
平安時代
平安時代に征夷大将軍坂上田村麻呂が蝦夷を屈服させたことにより、石巻も朝廷の支配下に入る。

### 中世
鎌倉時代

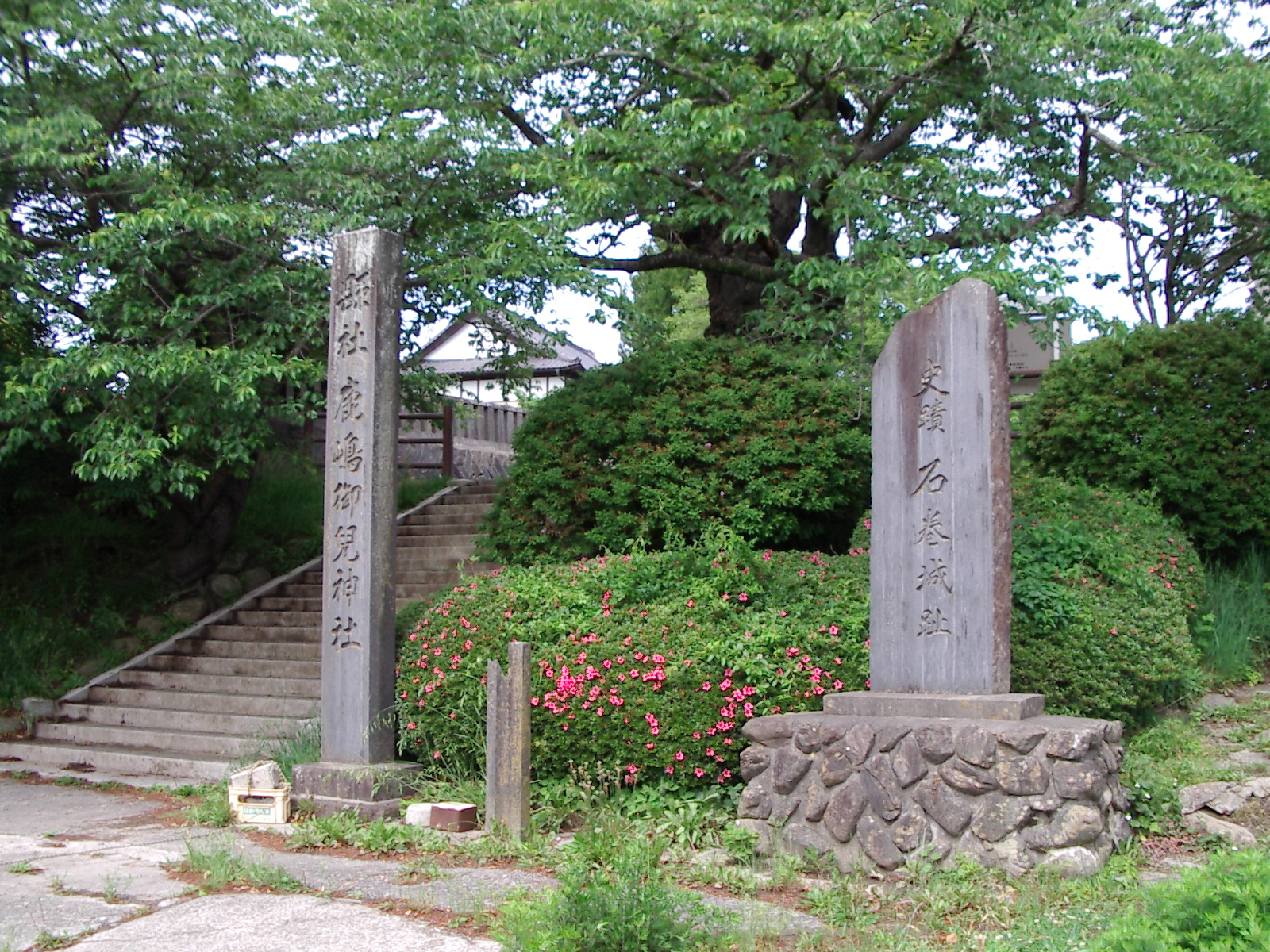
日和山公園（石巻城跡）。

鎌倉時代になると葛西三郎清重が初代奥州総奉行に命じられる。奥州葛西氏が石巻城を築く。
戦国時代
戦国時代、石巻の日和山に戦国大名・葛西氏が日和山城を築いた。のちに葛西氏は大崎氏に対抗するため伊達氏と同盟を結んだ。
当時、葛西氏は大崎氏と共に、奥州では伊達氏、蘆名氏に次ぐ勢力を誇った。

### 近世
安土桃山時代

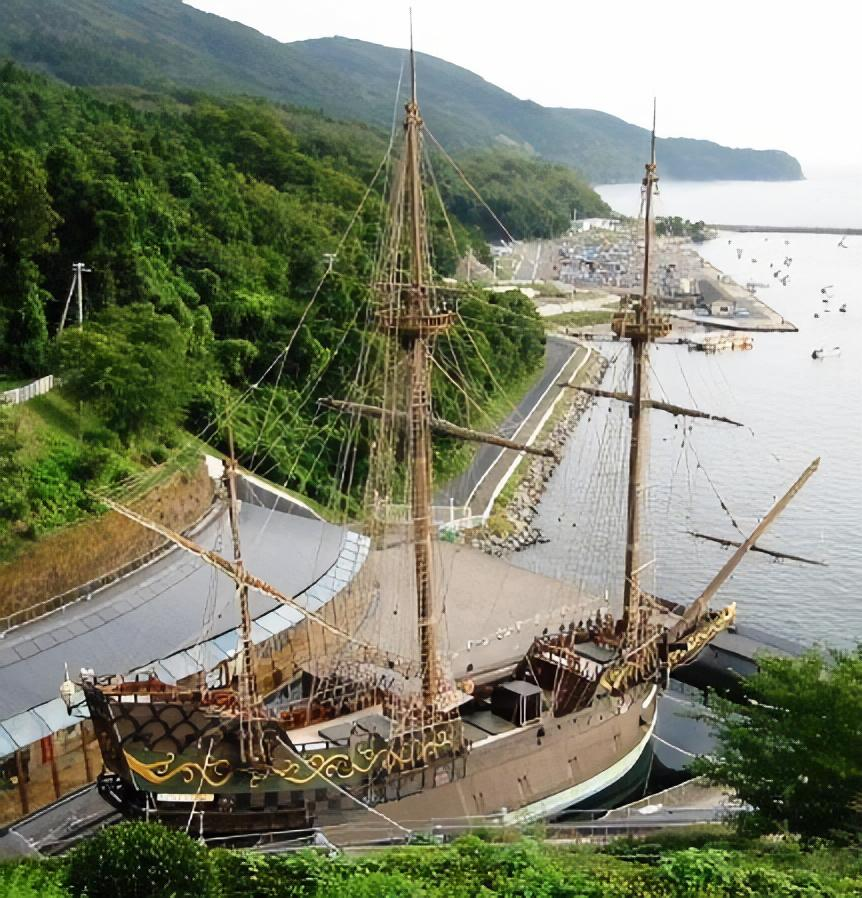
サン・ファン・バウティスタ号の復元船。

葛西氏は大崎氏などと共に小田原征伐に参陣しなかった責任を取らされて、豊臣秀吉の奥州仕置によって取り潰され、葛西氏と大崎氏の旧領には木村吉清が入った。
一方、小田原に参陣して秀吉に服属した伊達氏は征服地のほぼ全てを没収された。伊達政宗は葛西・大崎の旧家臣を扇動して葛西大崎一揆を起こさせたが、これは豊臣秀吉に露見した。
政宗は改易を免れたものの、今の福島県、宮城県南部、山形県南部から、おおよそ宮城県全域と岩手県南部へ転封させられた。こうして石巻地方は伊達氏の領地となった。
江戸時代
慶長18年（1613年）に仙台藩初代藩主の伊達政宗はスペイン帝国との通商交渉のためにスペイン本国およびローマ法王庁に支倉常長を正使とする慶長遣欧使節を派遣した。
政宗は当時スペイン領だったメキシコとの太平洋貿易を計画しており、石巻近くの港でサン・ファン・バウティスタ号を建造して石巻の月浦から出航させたものの、スペインとの通商は実現しなかった。
伊達政宗は仙台領内の新田開発を目指し、川村孫兵衛に命じて北上川の流れを変える大工事を行った。こうして北上川は現在の石巻港付近で太平洋につながった。
江戸時代の石巻港は、北上川水運によって南部藩領からも米が下り、河川舟運と海運との結節点として、日本海側の酒田港と列んで奥羽二大貿易港として全国的に有名であった。また、東北地方太平洋岸の海運拠点として、千石船による江戸（のちの東京）との交易も盛んで、江戸期の長い期間において石巻港から江戸へで送られた米は、江戸市中で流通する米の半数を占めたと言う。
藩政時代には名実ともに仙台藩の経済の中心地であった。また旧仙台藩内で唯一貨幣の鋳造を許され、現代でも鋳銭場という行政地名が石巻駅前に残っている。日本人として最初の世界一周を成し遂げた津太夫一行は石巻港を拠点としていた。寛政5年（1793年）に津太夫らを乗せた若宮丸は石巻を出発して江戸に向かったが漂流し、当時ロシア帝国領だったアリューシャン列島に漂着してロシアで10年程過ごした後、遣日使節のニコライ・レザノフらの船に乗って文化元年（1804年）に世界一周を成し遂げ、同年長崎に帰国し、文化3年（1806年）にようやく帰郷した。
- 慶長18年9月15日（1613年10月28日）：月浦より、支倉常長がローマへ向けて出帆する。
- 元和9年（1623年）：川村重吉が北上川下流の流路を変え、石巻発展の基礎となる。
- 文化元年（1804年）：石巻港を拠点としていた津太夫一行が日本人として初の世界一周を成し遂げる。

### 近代
明治時代
戊辰戦争で敗北した仙台藩が、明治元年に表高62万石から28万石に知行域を減らされた際、牡鹿郡、桃生郡、本吉郡は仙台藩から分離され、高崎藩の取締地になった。
- 明治2年7月に、これら3郡は明治政府直轄の桃生県となり、一箇月後には石巻県と名を変えた。
- 明治3年9月に石巻県は涌谷に県庁を置く登米県に併合され、石巻には県庁の出張所が置かれた[9][10]。
- 明治4年4月に政府は小倉の西海道鎮台と共に、石巻に東山道鎮台を設置することを決めたが、同年8月に、鎮台は東京、大阪、熊本、仙台に置くことと改められた[11]。
  - 4年4月23日（1871年6月10日）：東山道鎮台設置。
  - 11月2日（1871年12月13日）：仙台県に編入
- 明治5年1月8日（1872年2月16日）：宮城県に編入。

県の再編はこの後も続き、1876年（明治9年）に現在に至る宮城県の領域が確定する。
- 1889年（明治22年）4月1日：町制施行により石巻村・門脇村・湊村が合併して、石巻町が発足。

大正時代
- 1912年（大正元年）10月28日：仙北軽便鉄道（小牛田駅 - 石巻駅）開通。

### 近現代
高度経済成長期に至るまで、船運が鉄道やトラック流通に置き換わっていったため、港の機能は沿岸漁業から遠洋漁業まで対応する漁港として発達。造船所や石巻工業港の建設によって第二次産業も発達した。旧北上川河口沿岸は、江戸時代からの港町として「川湊」と呼ばれ、花街が形成されるほど栄えた。これらの産業基盤によって都市化が進み、商業などの第三次産業労働者が多くを占め、宮城県東部の商業拠点となった。
遠洋漁業では石巻港を所属する小型漁船が各地に進出する一方、しばしば荒天などで消息を絶つ例もみられた。1961年（昭和36年）の例では漁船3隻の計50人が死亡（行方不明）している。
都市圏人口もバブル景気までは増え続けたが、1970年代から中心街の川湊エリアは空洞化の兆しが見え始めていた。
北洋漁業など向け大型化して吃水が深くなった漁船に対応するため魚市場が1974年に海岸沿いへ移転。買い物客も郊外大型店に流出した。
昭和時代（戦前）
- 1928年（昭和3年）：宮城電気鉄道（仙台駅 - 石巻駅）開通。
- 1933年（昭和8年）
  - 4月1日：市制施行により石巻市となる。
  - 5月：市章を制定[14]
- 1939年（昭和14年）：国鉄石巻線石巻駅 - 女川駅間延伸。

昭和（戦後）
- 1947年（昭和22年）8月6日：昭和天皇の戦後巡幸。石巻小学校などに行幸[15]。
- 1949年（昭和24年）4月1日：蛇田村山下地区を編入。
- 1955年（昭和30年）1月1日：蛇田村を編入。
- 1955年（昭和30年）4月10日：荻浜村を編入。
- 1959年（昭和34年）5月15日：渡波町を編入。
- 1967年（昭和42年）3月23日：稲井町を編入。
- 1988年（昭和63年）:石巻専修大学が開学。

### 現代
平成
旧北上川下流は、「川が見えなくなる」という住民の意見から堤防整備が遅れており、2011年の東日本大震災では津波で大きな被害を受けた。震災後は、眺望に圧迫感がない高さで、上部を遊歩道にする形式で堤防を建設。川や海と共存する街づくりを進めている。2017年には観光物産施設「いしのまき元気いちば」が開業した。
2005年4月1日には、1市6町が合併して、石巻市が成立したが、新市の名称は市民からの応募により決定した。応募数は4,314件、有効応募数は3,293件で、主な名称案は「石巻市」が1,282件、「いしのまき市」が354件、「新石巻市」が94件、「南三陸市」が51件、「日和市」が50件、「石の巻市」が39件となっていた。地域別に見ると北上町以外の1市5町では「石巻市」が最も多く、北上町では「いしのまき市」が最も多かった。
- 2005年（平成17年）4月1日：隣接する桃生郡のうち、桃生町、河南町、河北町、北上町、雄勝町、牡鹿郡牡鹿町と石巻市が合併し、新しい石巻市となる。市章は変更しなかった[18]。
- 2010年（平成22年）3月23日：石巻市役所がJR石巻駅前の旧・さくら野百貨店（さくら野東北）石巻店ビルに完全移転のうえ新業務開始[19][20]。

東日本大震災
- 2011年（平成23年）
  - 3月11日：東日本大震災（東北地方太平洋沖地震）による津波で旧北上川河口から逆流した水で旧市街地全域が、また、新北上川（追波川）河口から流域部が広域水没または浸水。また石巻工業港以東の石巻湾から太平洋（外洋）側までの沿岸部の、旧雄勝町・河北町・北上町及び旧・牡鹿町（牡鹿半島）町域を含む各浜が壊滅的な被害を受ける。
  - 11月18日：おしかのれん街開設。

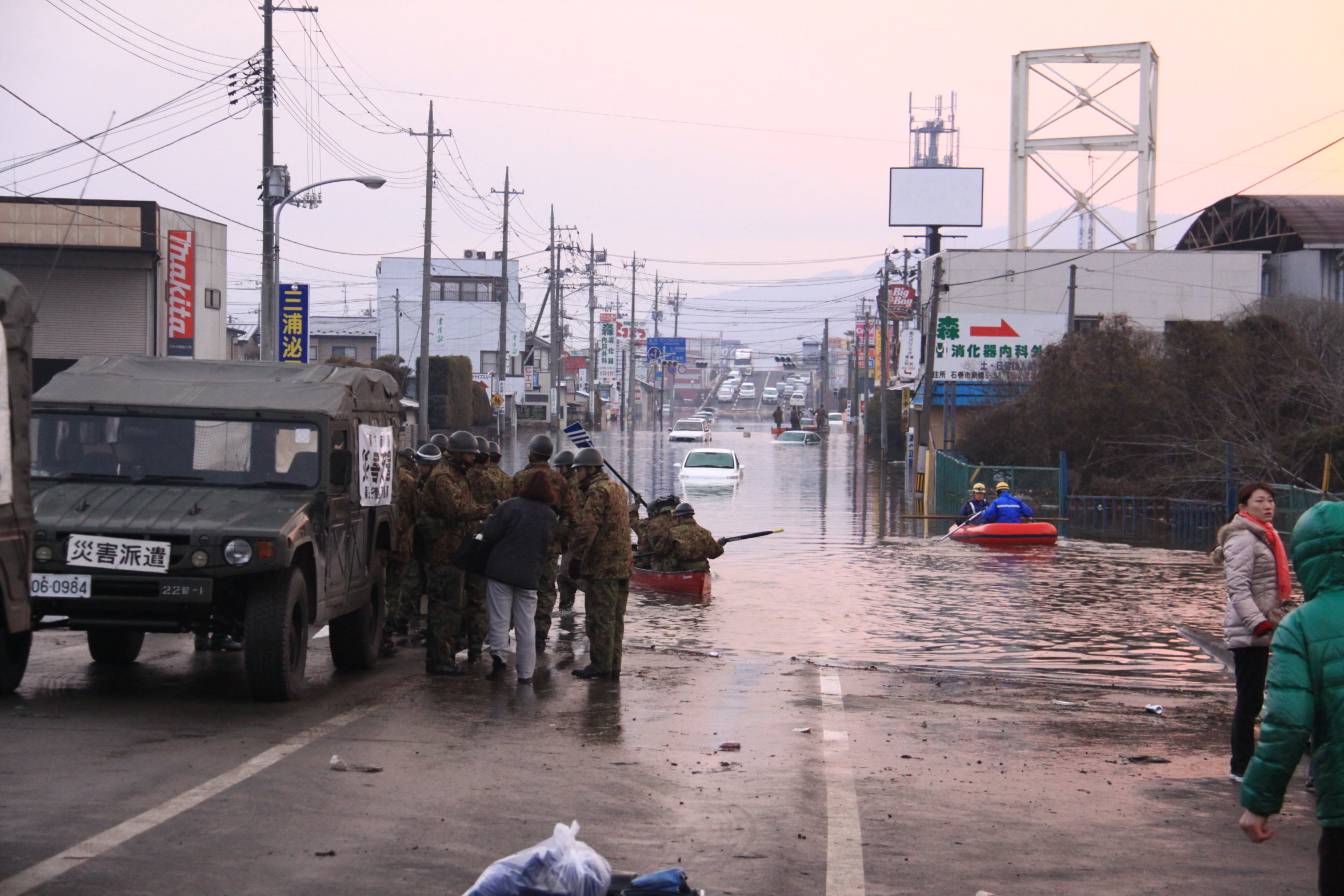
東日本大震災（東北地方太平洋沖地震）で救援活動にあたる陸上自衛隊（2011年3月13日：石巻市新橋・市道石巻（中里）バイパス）
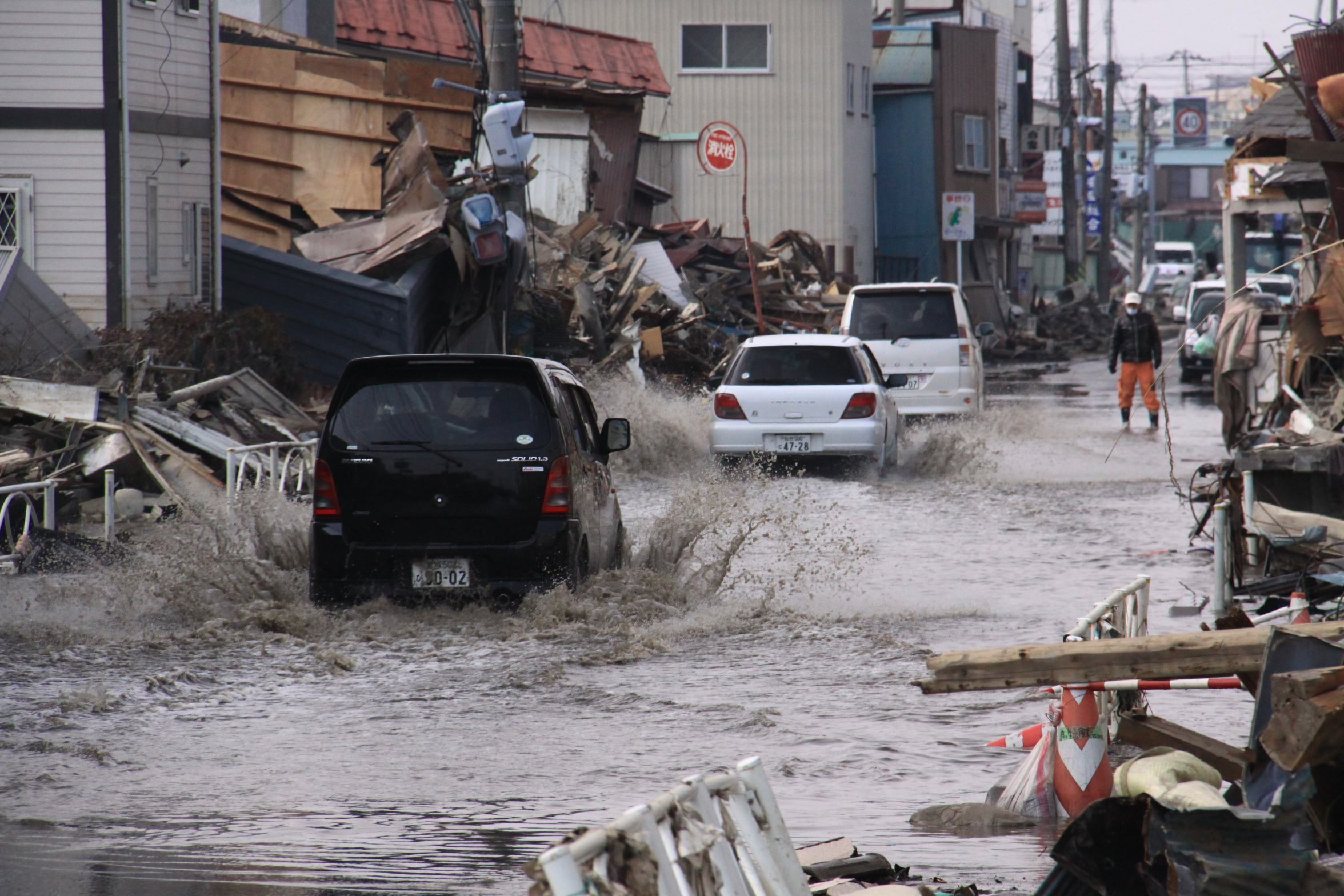
津波による損害により満ち潮で冠水してしまう石巻市内の国道398号（石巻市湊町2丁目・吉野町）
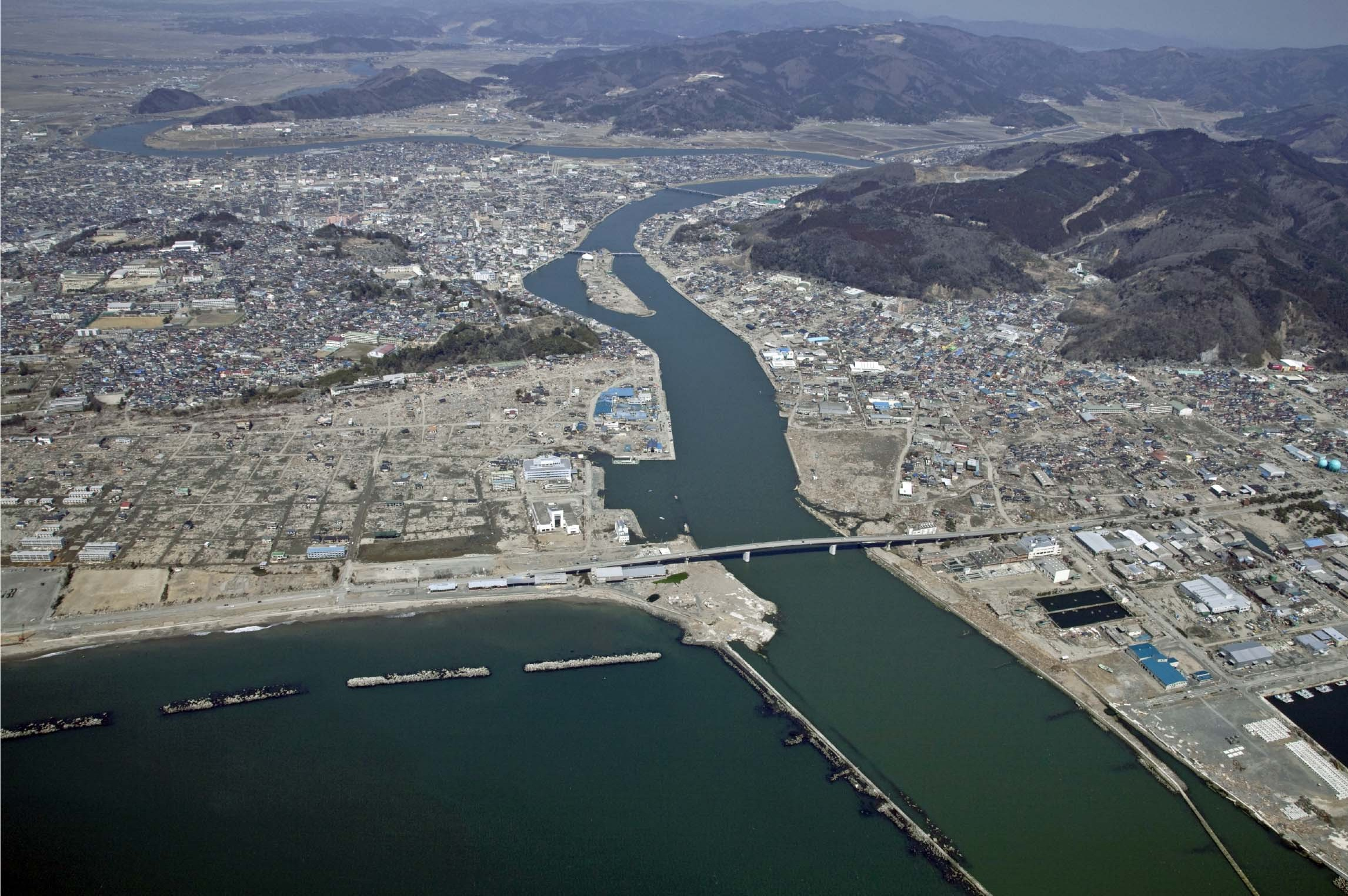
被災後の石巻市街地

## 行政

### 市長
- 市長：齋藤正美（2021年4月29日就任）

歴代市長
(新)石巻市
- 初代：土井喜美夫（2005年4月29日 - 2009年4月28日）
- 2-4代：亀山紘（2009年4月29日 - 2021年4月28日）
- 5代：齋藤正美（2021年4月29日 - 現職）

### 役所
- 石巻市役所
  - 支所…蛇田、稲井、渡波、荻浜
  - 総合支所…雄勝、牡鹿、河南、河北、北上、桃生
  - 出張所…大原

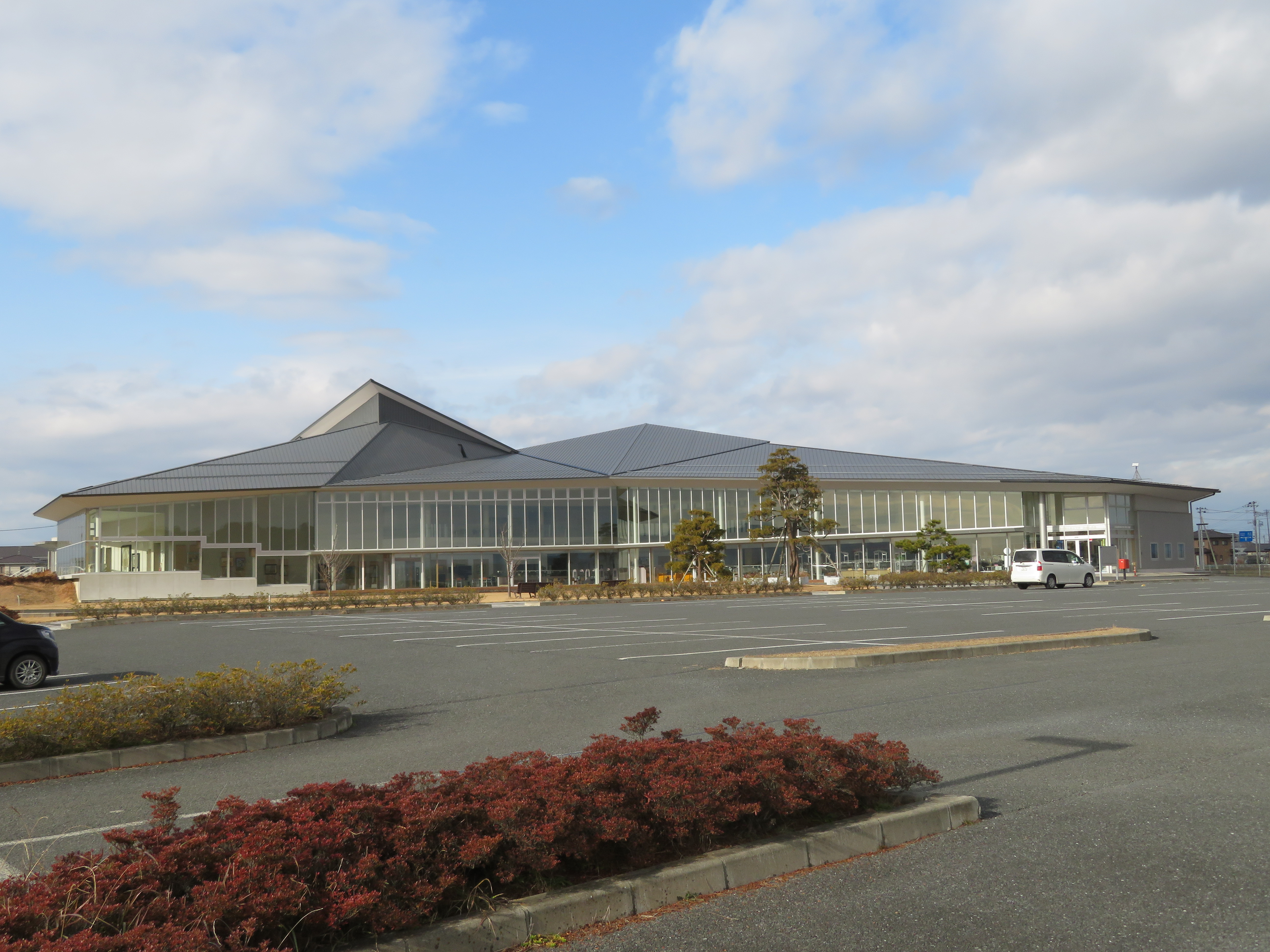
桃生総合支所
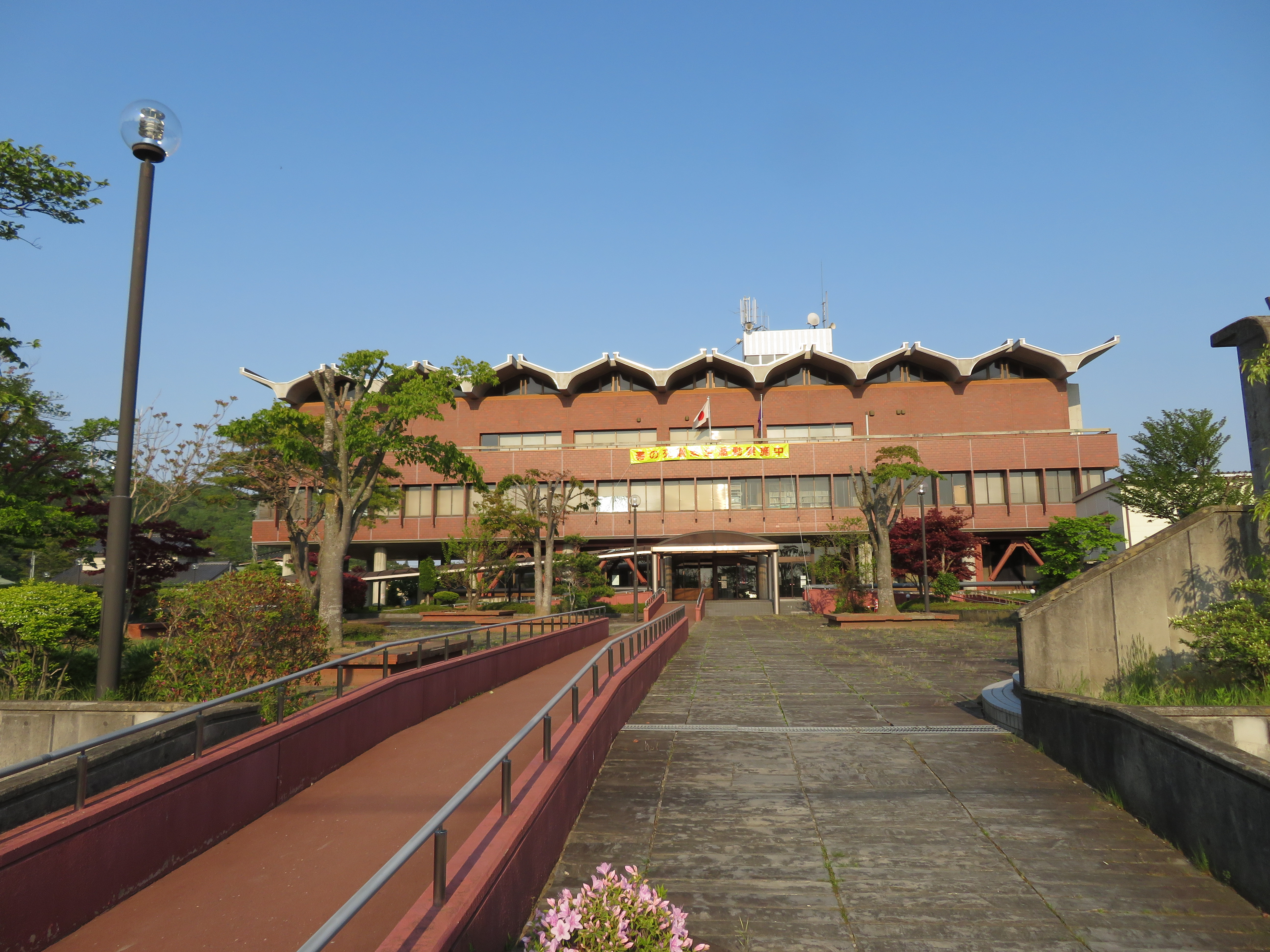
河北総合支所（旧河北町役場）
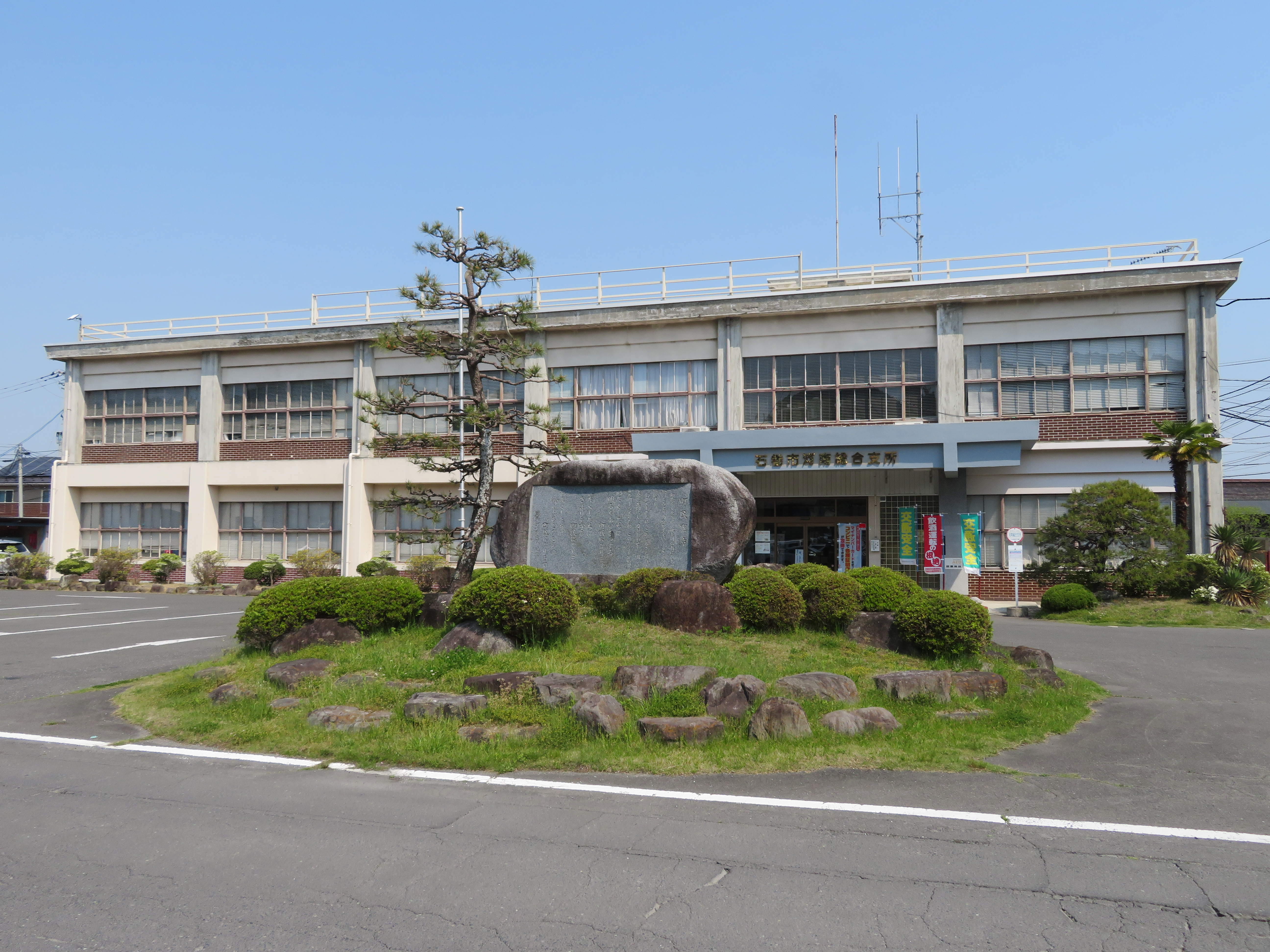
河南総合支所（旧河南町役場）
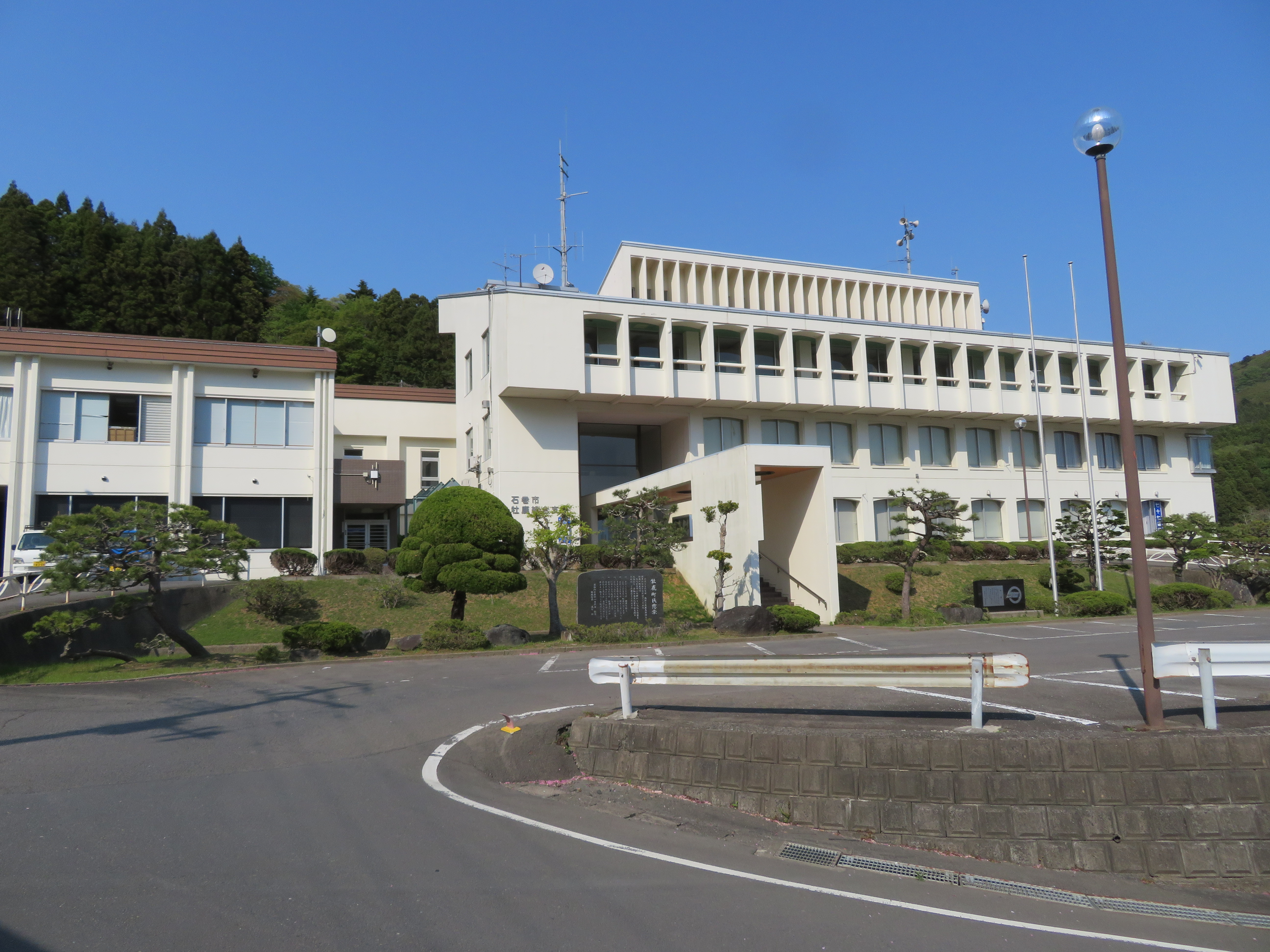
牡鹿総合支所（旧牡鹿町役場）
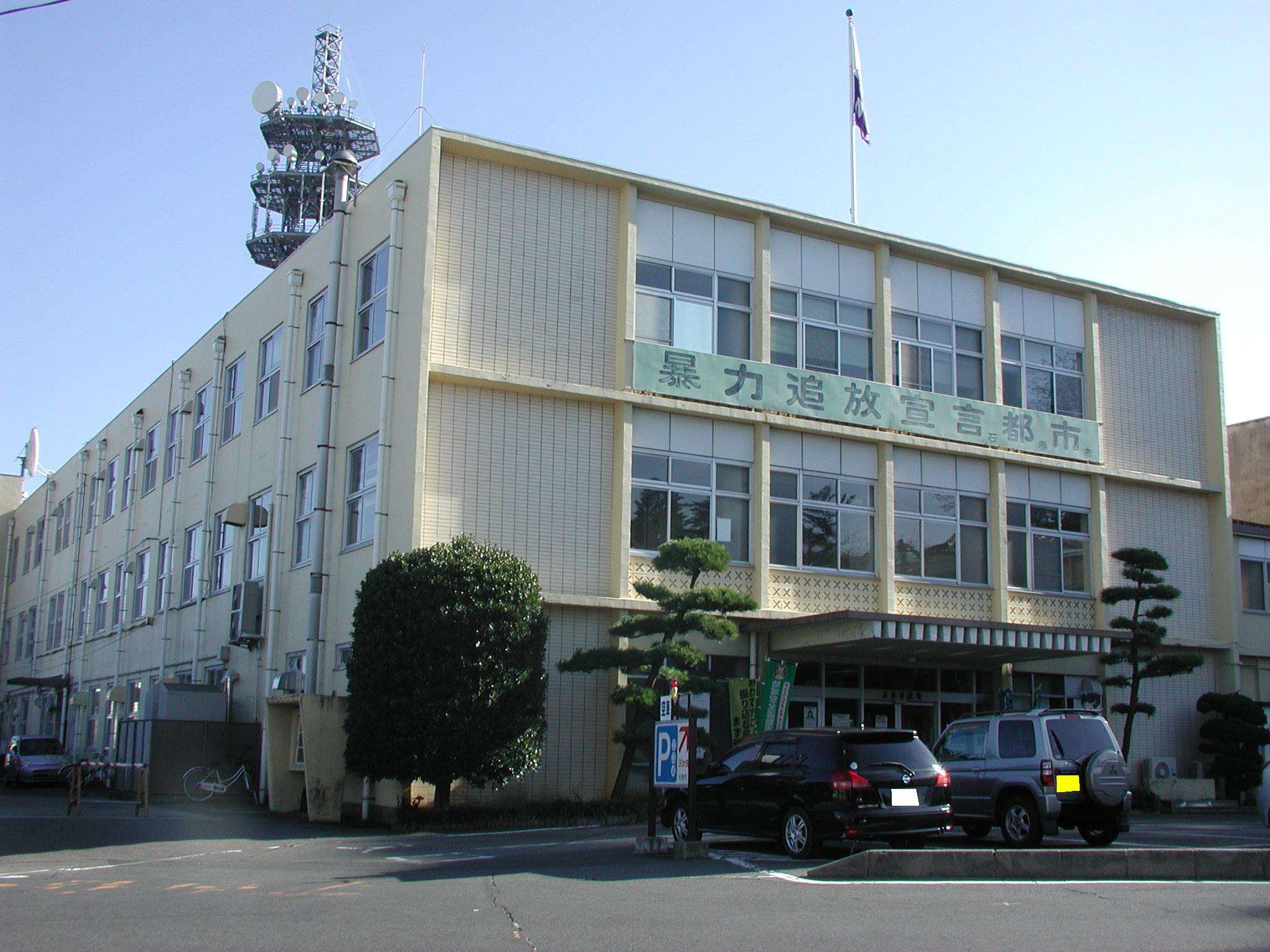
石巻市役所旧庁舎（日和が丘）

### 広報
市の歌
- 石巻市民歌 - 1933年（昭和8年）制定
- 作詞：野口初枝
新設合併前の(旧)石巻市が市制を施行した際に制定された市歌である。石巻地域合併協議会では市歌に関する取り決めは特に行われていないため現在の地位は不明確であるが、引き続き演奏されている。
- 石巻風景 - 1933年（昭和8年）発表
  - 作詞は佐藤露江であり、市歌制定時に併せて募集された新民謡で、市民愛唱歌とされている。
- 石巻賛歌 わがふるさと石巻 - 1983年（昭和58年）発表
  - 作詞は人見朋子で市制50周年記念歌と位置付けられている。

市民憲章
- 2008年（平成20年）4月1日に制定された。

### 議会

#### 市議会
石巻市議会
- 定数：30名
- 議長：大森秀一（無会派）
- 副議長：遠藤宏昭（ニュー石巻）

| 会派名               | 議席数 | 議員名（◎は代表） |
| -------------------- | ------ | --- |
| ニュー石巻           | 12     | ◎阿部欽一郎、阿部久一、奥山浩幸、高橋憲悦、遠藤宏昭、楯石光弘、佐藤雄一、阿部浩章、安倍太郎、木村忠良、森山行輝、丹野清 |
| 創生会               | 10     | ◎千葉眞良、千葉正幸、山口荘一郎、星雅俊、青山久栄、高橋栄一、青木まりえ、西條正昭、阿部正敏、後藤兼位                   |
| 公明会               | 3      | ◎渡辺拓朗、櫻田誠子、鈴木良広                                                                                           |
| 日本共産党石巻市議団 | 2      | ◎水澤冨士江、齋藤澄子                                                                                                   |
| 無会派               | 3      | 阿部和芳、黒須光男、大森秀一                                                                                            |

大森秀一議員はニュー石巻に所属していたが、合併後の第11代議長就任により無会派となった。

#### 県議会
宮城県議会（石巻・牡鹿選挙区）
- 定数：5名

| 氏名       | 会派名                   |
| ---------- | ------------------------ |
| 本木忠一   | 自由民主党・県民会議     |
| 池田憲彦   | 自由民主党・県民会議     |
| 佐々木喜藏 | 自由民主党・県民会議     |
| 三浦一敏   | 日本共産党宮城県会議員団 |
| 坂下賢     | みやぎ県民の声           |

（2021年11月14日現在。）

## 施設

### 国家機関
- 宮城復興局石巻支所
- 東北地方整備局 北上川下流河川事務所
- 東北運輸局 石巻海事事務所
- 石巻海上保安署
- 仙台法務局 石巻支部
- 仙台地方検察庁 石巻支部
- 石巻税務署
- 横浜税関 仙台塩釜税関支署石巻出張所
- 横浜植物防疫所 塩釜支所石巻出張所
- 東北農政局 石巻統計・情報センター
- 宮城県石巻県税事務所
- 宮城県東部地方振興事務所
- 宮城県東部保健福祉事務所
- 宮城県東部土木事務所
- 宮城県東部児童相談所
- 宮城県水産技術総合センター
- 宮城県石巻港湾事務所
- 宮城県東部下水道事務所
- 宮城県東部教育事務所
- 宮城県石巻農業改良普及センター
- 宮城県石巻保健所

### 警察
本部
- 宮城県警察

警察署
- 石巻警察署（石巻市の旧石巻市、河南、牡鹿地域）
- 河北警察署（石巻市の旧河北、北上、雄勝、桃生地域）

### 消防
本部
- 石巻地区広域行政事務組合消防本部

消防署
- 石巻消防署（南分署、中央出張所、湊出張所、渡波出張所）
- 河北消防署（桃生出張所、北上出張所）
- 矢本消防署（河南出張所）
- 女川消防署（牡鹿出張所）

### 医療
- 石巻市立病院
- 石巻赤十字病院
- 仙石病院
- 石巻市立牡鹿病院

### 郵便局
- 石巻郵便局（集配局）
- 大原浜郵便局（集配局）

- 雄勝郵便局（集配局）
- 荻浜郵便局（集配局）

- 河北郵便局（集配局）

- 桃生郵便局（集配局）
- 渡波郵便局（集配局）

- 鮎川郵便局
- 稲井郵便局
- 石巻湊郵便局
- 橋浦郵便局
- 樫崎郵便局
- 神取郵便局
- 石巻水明郵便局

- 石巻中央一郵便局
- 石巻立町郵便局
- 石巻旭町郵便局
- 石巻大街道郵便局
- 蛇田郵便局

- 石巻双葉町郵便局
- 石巻山下郵便局
- 網地島郵便局
- 和淵郵便局
- 石巻鹿妻郵便局

- 大川郵便局
- 北上郵便局
- 陸前相川郵便局
- 石巻門脇郵便局
- 船越郵便局
- 河南郵便局
- 広淵郵便局
- 鹿又郵便局

簡易郵便局
- 田代島簡易郵便局
- 伊原津簡易郵便局

- 青葉簡易郵便局

- 浜江場簡易郵便局

- 大須浜簡易郵便局

郵便番号は986及び987。

### 運動施設
- 石巻市総合体育館
- 石巻市河南体育センター
- セイホクパーク石巻
- 石巻市民球場

## 姉妹都市・提携都市

### 海外
姉妹都市
- チヴィタヴェッキア市（イタリア共和国 ラツィオ州）
  - 1971年（昭和46年）10月12日 - 姉妹都市締結[26][27][28]。

支倉常長ら慶長遣欧使節団の出発地、上陸地という縁による。日本とイタリアの姉妹都市協定としては4番目に古い。支倉常長像は姉妹都市交流20周年を記念して建立された。姉妹都市交流40周年を迎えた2011年10月11日、支倉常長像前で姉妹都市交流40周年記念式典が催された。式典に先立ち、同年3月11日に発生した東日本大震災の追悼ミサが日本聖殉教者教会で行われた。震災の影響で石巻市関係者の出席は叶わず、代わりに駐イタリア日本大使が一連の行事に出席した。震災後にチヴィタヴェッキアとフェラーリが石巻市に義援金を送り、全額が市内2か所の児童放課後クラブの再建に役立てられた。フェラーリの義援金は新型車フェラーリ・FFの日本1号車をオークションにかけたものである。
提携都市
- 温州市（中華人民共和国浙江省）
  - 2005年（平成17年）11月17日 - 友好都市提携[26][29]。

チュニジア共和国
桃生町にチュニジアの留学生がホームステイをしたのが、きっかけとなり国と旧桃生町が姉妹都市となった。
その他
- SDGs未来都市
  - 2020年度（令和2年度）選定[30]。

### 国内
姉妹都市
- ひたちなか市（関東地方 茨城県）
  - 1996年（平成8年）1月 - 旧石巻市と姉妹都市締結。石巻市の新設合併に伴い2006年（平成18年）2月13日に改めて締結。互いの都市が江戸時代から海運の拠点だったことを縁として結ばれた[26]。
- 河北町（東北地方 山形県 西村山郡）
  - 2001年（平成13年）1月14日 - 旧河北町（桃生郡）と同じ地名が縁で友好都市締結[26]。

提携都市
- 萩市（中国地方 山口県）
  - 2016年（平成28年）4月8日 - 友好都市協定締結。江戸時代に北上川を改修した川村重吉の出身地が、現在の山口県萩市に当たることを記念して結ばれた[26]。

### 姉妹港・友好提携港
- エバレット港（アメリカ合衆国 ワシントン州）

## 経済

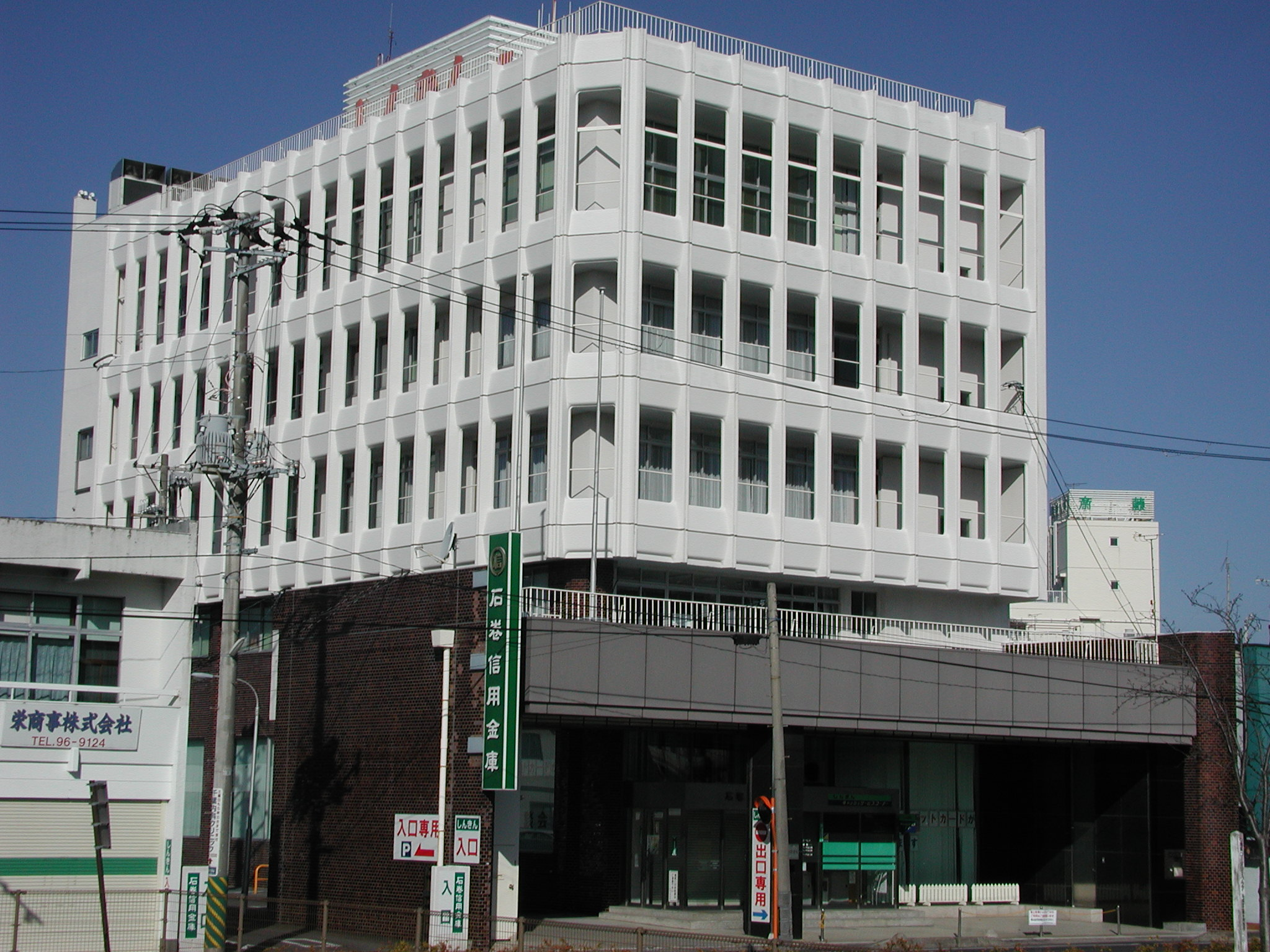
石巻信用金庫の本店。

石巻市の主要な産業は、水産業と県下第二の集積を見せる商業である。また、造船業、製紙パルプ業なども盛んである。
全ての業種で、労働集約型産業から知識集約型産業への転換が進められ、過剰労働力が流出している。流出を食い止めるためには観光が有力であるが、温泉が出ない土地であるため、客単価の高い宿泊客獲得には現時点では困難で、水産業を生かしたグルメを主要コンテンツとする日帰り観光地としての開発が主流となっている。

### 第一次産業
- 農業
- 水産業

### 第二次産業
- 造船業
- 製紙業
- パルプ

### 第三次産業
近年は、バイパス道路沿いの中里・蛇田・大街道などに、大型店を始めとする域外資本のロードサイド店舗が多数進出し、特に三陸沿岸道路の石巻河南ICを中心とした蛇田・あけぼの地区は県内では仙台市周辺地域に次ぐ商業集積を見せるようになり、登米市や大崎市の一部までも含む県東部の広範囲を商圏としている。
蛇田・あけぼの地区の商業集積により、集客力が激減した石巻駅前の百貨店さくら野東北が2008年（平成20年）1月、撤退を決め、同年4月27日に閉店した（撤退後の建物に石巻市役所が入居）。また、石巻駅の北（駅裏側）を貫通する市道の中里バイパス沿いで営業していたイトーヨーカドー石巻中里店が2009年（平成21年）8月、翌年1月の閉店を決め、27年の歴史に幕を降ろすこととなった。
新たな集客施設および税収増を狙って、2005年（平成17年）から2006年（平成18年）にかけて競艇場外券売り場施設「オラレ」を中心市街地に誘致しようとしたが、市民の総意・理解は得られていない。

### 金融機関
石巻市に本店を持つ金融機関
- 石巻信用金庫
- 石巻商工信用組合
- いしのまき農業協同組合
- 宮城県漁業協同組合

石巻市に支店を持つ金融機関（括弧内は本店所在地）
- 七十七銀行（仙台市）
- 仙台銀行（仙台市）
- 東北労働金庫（仙台市）
- 岩手銀行（岩手県盛岡市）
- 東北銀行（盛岡市）
- 北日本銀行（盛岡市）
- 日本政策金融公庫（東京都）

### 拠点を置く企業
本社を置く企業
- 山大 木材などの住宅資材販売、木材加工

## 情報・通信
- 『石巻日日新聞』[32]
- 『石巻かほく』（『河北新報』の地域版。河北新報社の完全子会社である三陸河北新報社が発行）
- 『石巻学』（こぶし書房発行、東日本大震災後の2015年創刊）[33]
- ラジオ石巻

## 教育

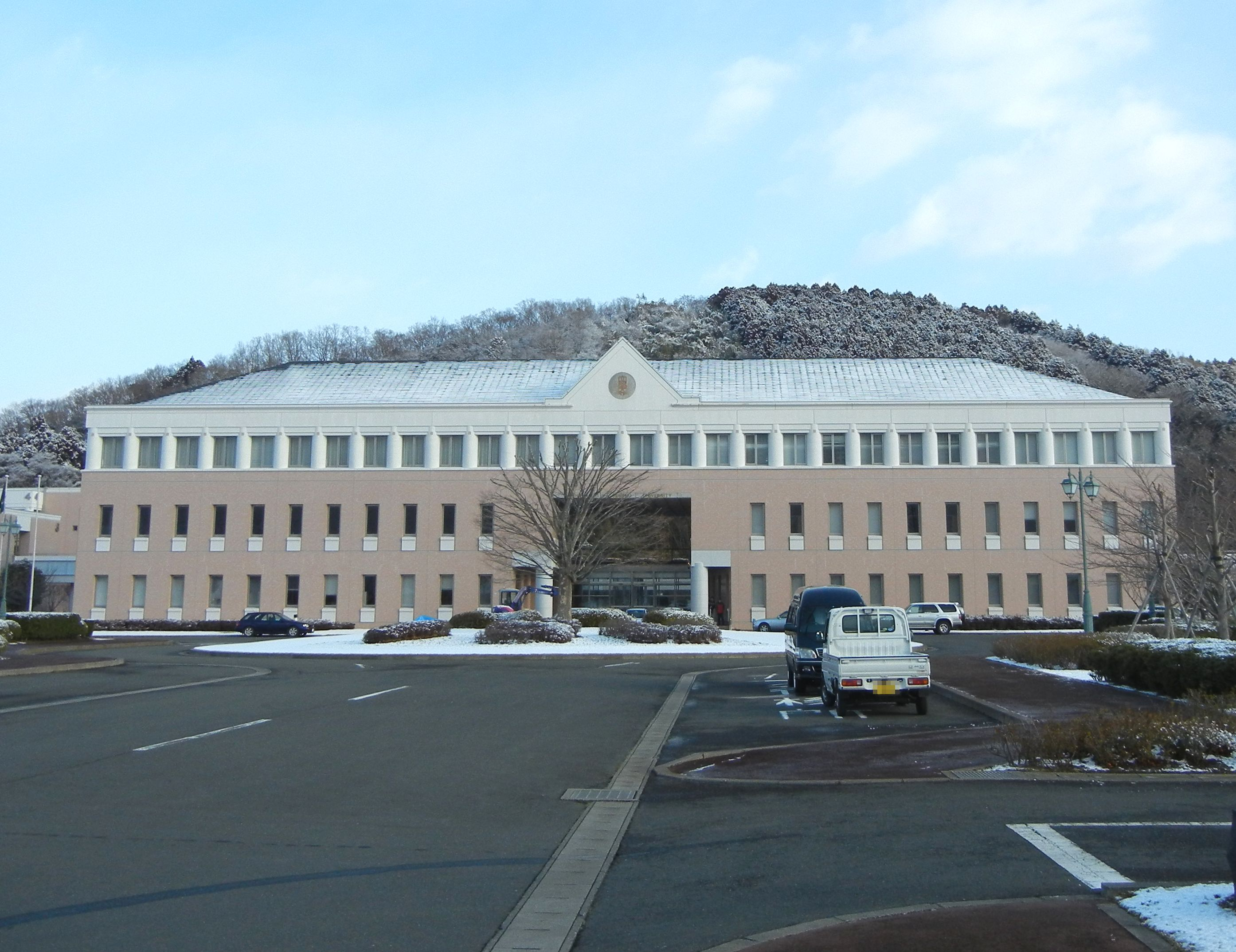
石巻専修大学の本館

### 大学
私立
- 石巻専修大学

### 高等学校
県立
- 宮城県石巻高等学校
- 宮城県石巻好文館高等学校
- 宮城県石巻工業高等学校
- 宮城県石巻商業高等学校
- 宮城県水産高等学校
- 宮城県石巻北高等学校
- 宮城県石巻北高等学校飯野川校

市立
- 石巻市立桜坂高等学校

### 中学校
市立
- 石巻市立石巻中学校
- 石巻市立住吉中学校
- 石巻市立湊中学校
- 石巻市立蛇田中学校
- 石巻市立渡波中学校
- 石巻市立稲井中学校
- 石巻市立山下中学校
- 石巻市立青葉中学校
- 石巻市立万石浦中学校

- 石巻市立飯野川中学校
- 石巻市立河北中学校
- 石巻市立雄勝中学校
- 石巻市立河南東中学校
- 石巻市立河南西中学校
- 石巻市立桃生中学校
- 石巻市立北上中学校
- 石巻市立牡鹿中学校

湊中学校は、文部科学省が推進する「学力向上フロンティア」指定校（フロンティアスクール）である。

### 小学校

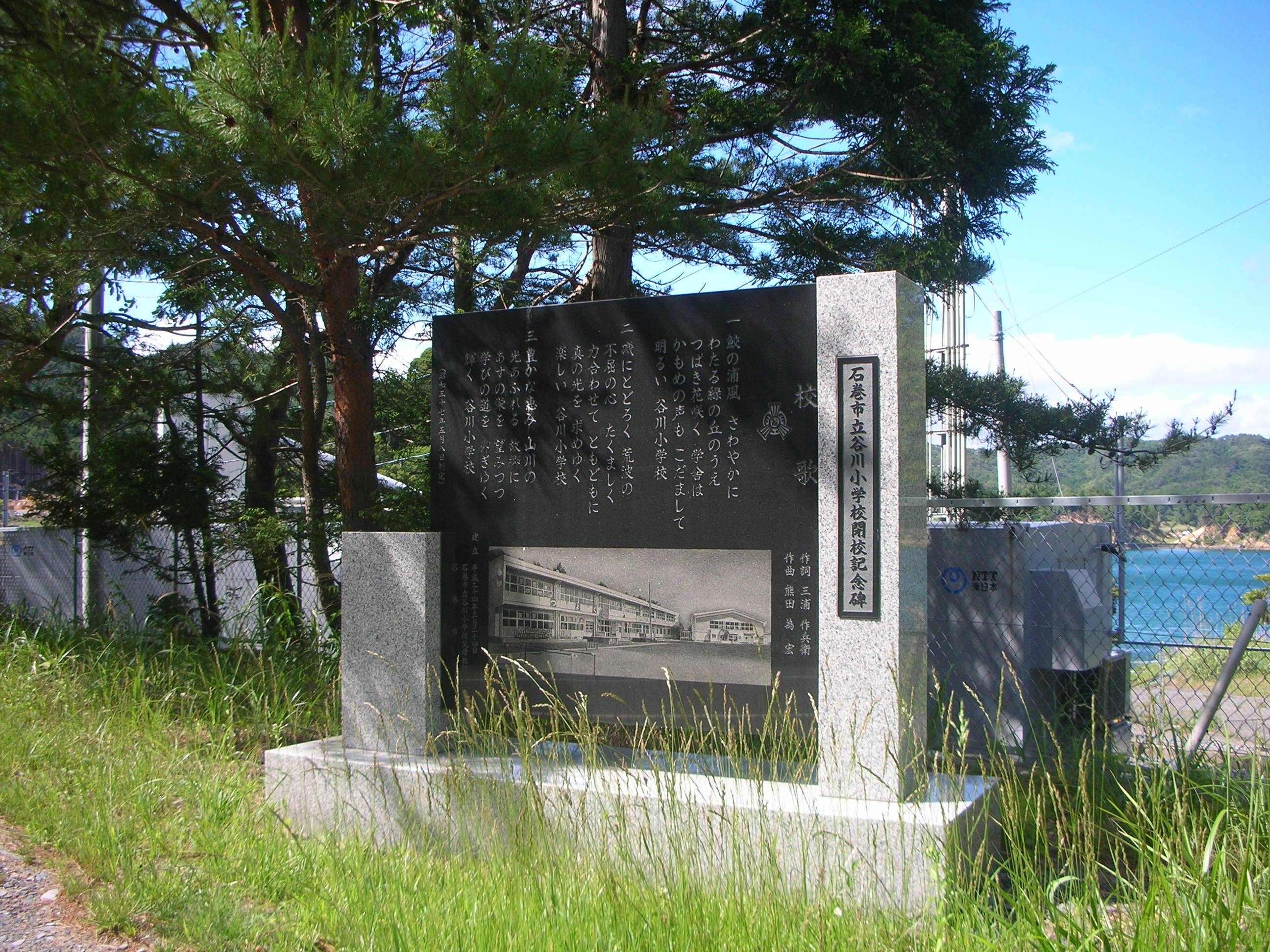
石巻市立谷川小学校閉校記念碑。震災被害により、2012年3月に閉校、大原小学校に統合された。

市立
- 石巻市立石巻小学校
- 石巻市立住吉小学校
- 石巻市立湊小学校
- 石巻市立釜小学校
- 石巻市立山下小学校
- 石巻市立蛇田小学校
- 石巻市立渡波小学校
- 石巻市立稲井小学校
- 石巻市立向陽小学校
- 石巻市立貞山小学校
- 石巻市立開北小学校
- 石巻市立万石浦小学校
- 石巻市立大街道小学校
- 石巻市立中里小学校
- 石巻市立鹿妻小学校
- 石巻市立飯野川小学校
- 石巻市立大谷地小学校
- 石巻市立二俣小学校
- 石巻市立雄勝小学校
- 石巻市立広渕小学校
- 石巻市立須江小学校
- 石巻市立北村小学校
- 石巻市立前谷地小学校
- 石巻市立和渕小学校
- 石巻市立鹿又小学校
- 石巻市立中津山第一小学校
- 石巻市立中津山第二小学校
- 石巻市立桃生小学校
- 石巻市立北上小学校
- 石巻市立鮎川小学校
- 石巻市立大原小学校
- 石巻市立寄磯小学校

### 特別支援学校
県立
- 宮城県立石巻支援学校

### 幼稚園
公立
- 石巻市立住吉幼稚園
- 石巻市立湊幼稚園
- 石巻市立稲井幼稚園
- 石巻市立河北幼稚園
- 石巻市立桃生幼稚園

私立
- 石巻カトリック幼稚園
- 石巻みづほ幼稚園
- 石巻みづほ第二幼稚園
- 穀町幼稚園
- 長浜幼稚園
- ひばり幼稚園
- 法山寺幼稚園

## 交通

### 鉄道
中心となる駅：石巻駅
東日本旅客鉄道（JR東日本）

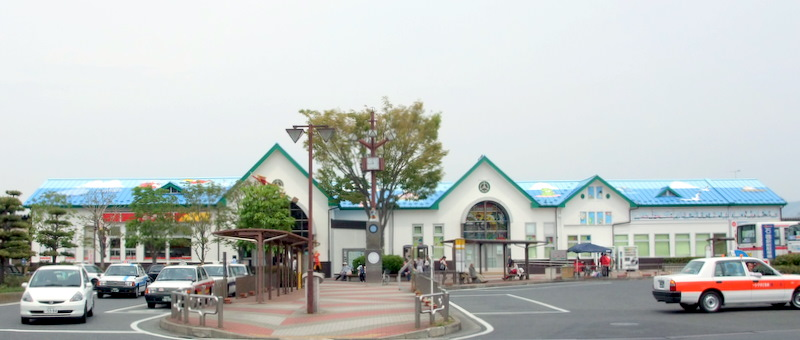
石巻駅駅舎

石巻駅周辺

- ■仙石線（仙石東北ライン）：- 石巻あゆみ野駅[注釈 2] - 蛇田駅 - 陸前山下駅 - 石巻駅
- ■石巻線：- 前谷地駅 - 佳景山駅 - 鹿又駅 - 曽波神駅 - 石巻駅 - 陸前稲井駅 - 渡波駅 - 万石浦駅 - 沢田駅
- ■気仙沼線：- 前谷地駅 - 和渕駅

日本貨物鉄道（JR貨物）
- 仙石線（貨物支線）：- 陸前山下駅 - 石巻港駅

### バス

#### BRT
東日本旅客鉄道（バス高速輸送システム）
- 気仙沼線BRT：前谷地駅

#### 路線バス
市内の一般路線バスは、主に宮城交通の地域子会社であるミヤコーバスが担当している。
運行系統など詳細は「ミヤコーバス石巻営業所」を、石巻駅前のりばについては「石巻駅」を参照。

#### 高速バス
三陸沿岸道路の開通により、仙台や東京とを結ぶ路線が近年整備されている。
以下に、市内から発着する高速路線バスを列挙する。
- 仙台方面行
  - ミヤコーバス 仙台 - 石巻線（石巻中心部、蛇田地区より）
  - 東日本急行 仙台 - とよま線（河北地区より）
- 東京（渋谷・新宿）方面行
  - 宮城交通・京王電鉄バス 広瀬ライナー号（石巻駅前より）

### タクシー
- いない号（日赤病院・市立病院・石巻市内-稲井地区を結ぶ。）

### 道路

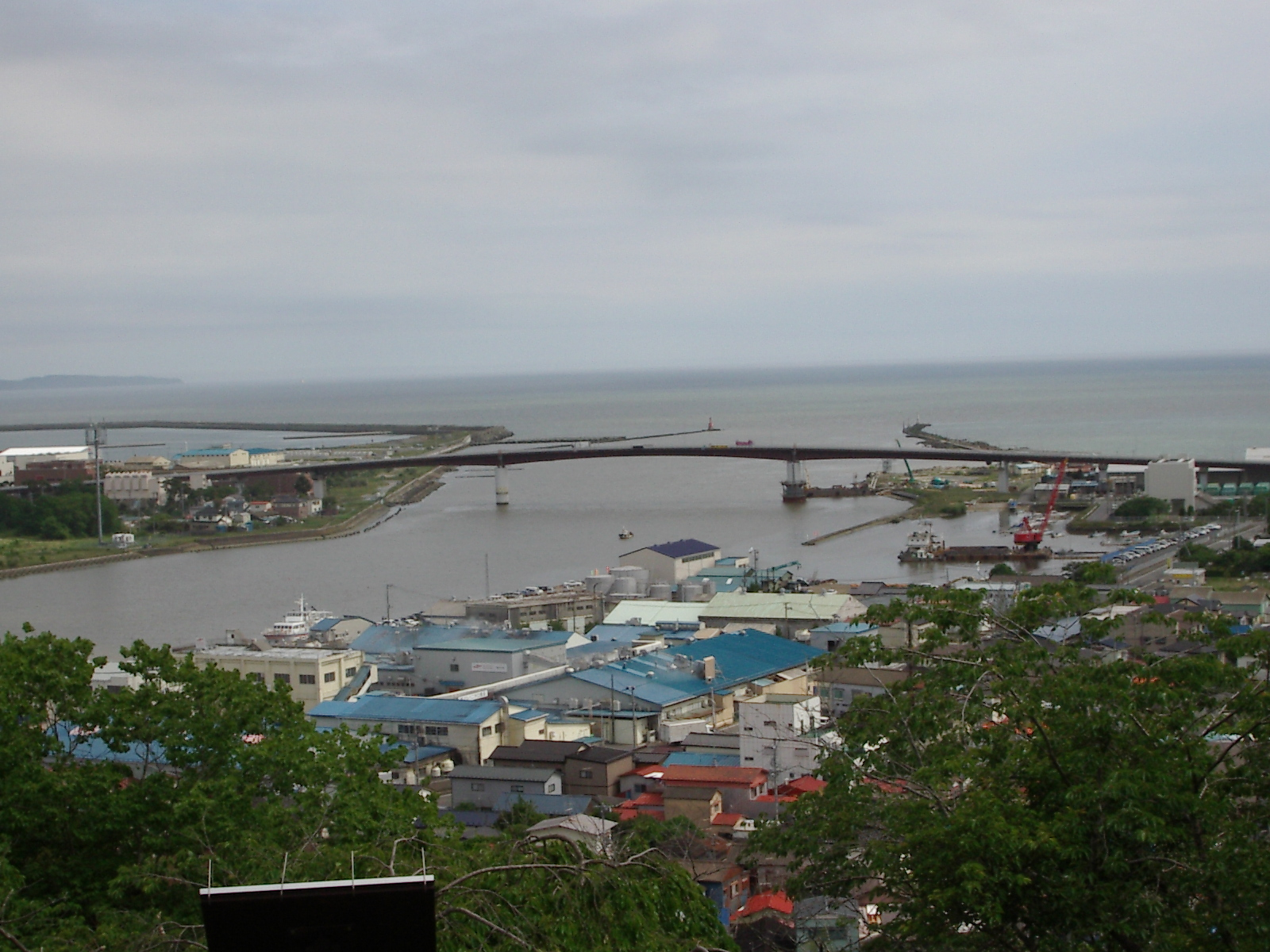
宮城県道240号の一部となっている日和大橋

#### 高速道路
- E45三陸沿岸道路
  - （東松島市）- (11) 石巻河南IC - (11-1) 石巻女川IC - (12) 河北IC - (13) 桃生豊里IC - (14) 桃生津山IC -（登米市）

東松島市内に (10) 石巻港ICが設置されている。

#### 国道
- 国道45号
- 国道108号
- 国道398号

#### 県道
- 宮城県道2号石巻鮎川線
- 宮城県道6号石巻停車場線
- 宮城県道7号石巻港線
- 宮城県道16号石巻鹿島台色麻線
- 宮城県道21号河南米山線
- 宮城県道29号河南築館線
- 宮城県道30号河北桃生線
- 宮城県道33号石巻河北線
- 宮城県道41号女川牡鹿線
- 宮城県道43号矢本河南線
- 宮城県道61号涌谷津山線
- 宮城県道64号北上津山線
- 宮城県道191号鹿又広渕線
- 宮城県道192号石巻雄勝線
- 宮城県道193号渡波停車場線

- 宮城県道195号前谷地停車場線
- 宮城県道196号神取河北線
- 宮城県道197号北上河北線
- 宮城県道204号河南鳴瀬線
- 宮城県道214号網地島線
- 宮城県道220号牡鹿半島公園線
- 宮城県道234号稲井沢田線
- 宮城県道238号釜谷大須雄勝線
- 宮城県道240号石巻女川線
- 宮城県道246号石巻松島自転車道線
- 宮城県道247号石巻工業港矢本線
- 宮城県道257号河南登米線
- 宮城県道265号河南石巻港インター線
- 宮城県道296号石巻女川インター線

#### 道の駅
- 道の駅上品の郷
- 道の駅硯上の里おがつ

### 航路
- 石巻 - 田代島 - 網地島 - 鮎川（網地島ライン）
- 鮎川 - 網地島（石巻市営）
- 鮎川 - 金華山（金華山観光クルーズ）
- 女川- 金華山（潮プランニング）

### 港湾
- 石巻港（石巻工業港）：重要港湾
- 石巻漁港：特定第三種漁港
- 鮎川港
- 雄勝港
- 荻浜港
- 表浜港
- 金華山港（金華山）
- 大泊港（田代島）
- 仁斗田港（田代島）
- 網地港（網地島）
- 長渡港（網地島）

## 名所・旧跡・観光スポット

### 名所・旧跡

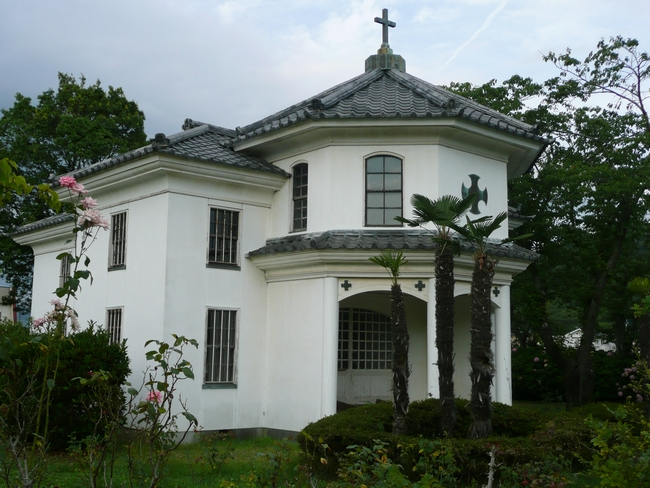
石巻ハリストス正教会の旧会堂

- 石井閘門（国の重要文化財。明治13年竣工。北上運河と旧北上川の間に建造された日本最古の煉瓦閘門）
- 石巻ハリストス正教会の聖使徒イオアン会堂 [34]（現存するものとしては日本最古の木造教会建築）
- 月浦
- 沼津貝塚
- 布施辰治顕彰碑（蛇田「あけぼの南公園」）
- 黄金山神社
- 釣石神社
- 香積寺
- 永巌寺

### 観光スポット

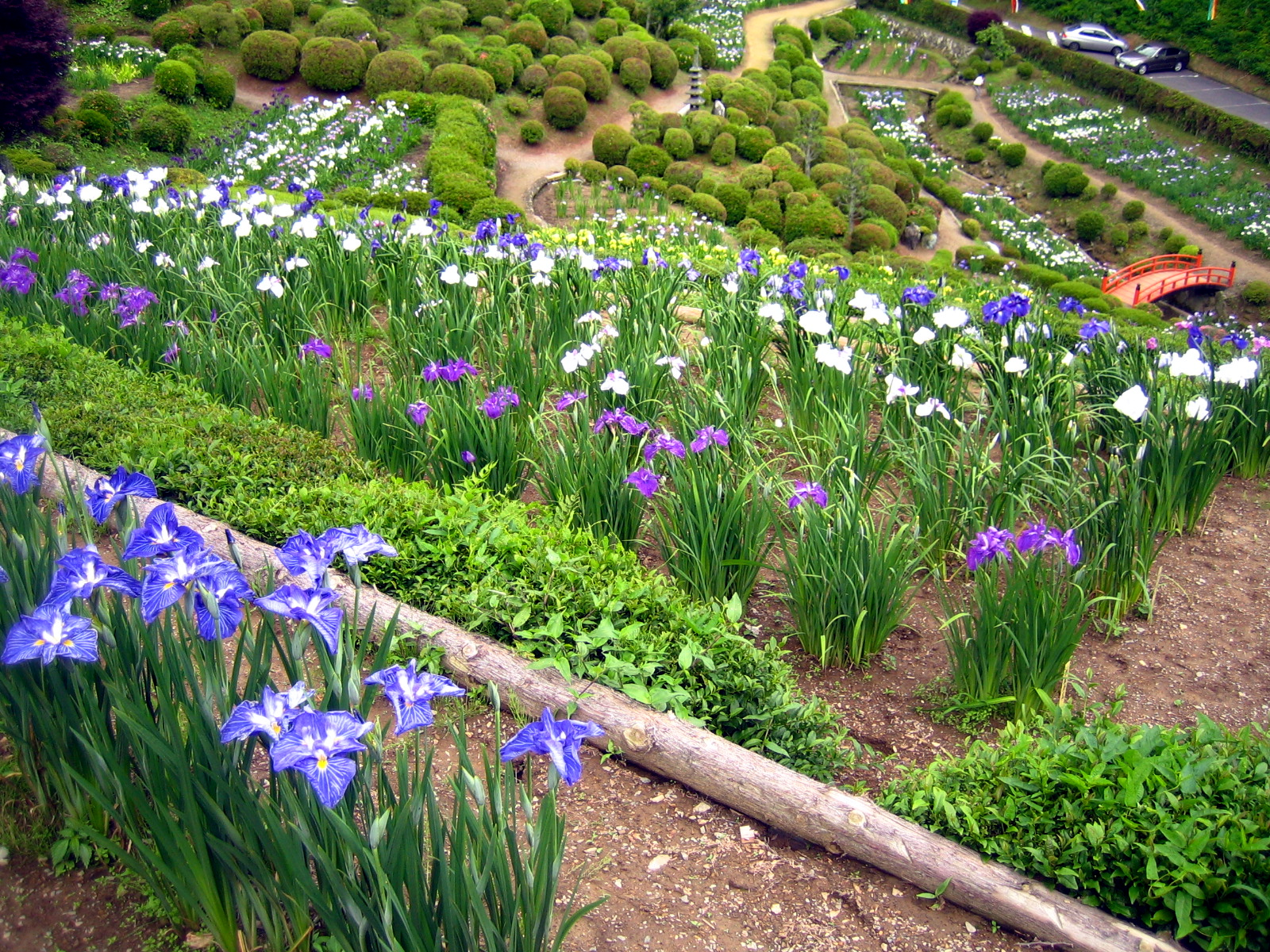
牧山あやめ園

景勝地・レジャー
- 石巻南浜津波復興祈念公園
- 県立自然公園旭山
- おしか御番所公園
- 神割崎（神割崎自然公園）
- 石巻市総合運動公園
- 金華山（霊場、シカ）
- 上品山
- にっこりサンパーク
- 田代島（マンガアイランド・ネコの島）
- 網地島
- 日和山公園
- 巻石（住吉公園）
- 牧山市民の森・牧山あやめ園
- こもれびの降る丘 遊楽館
- 渡波海水浴場
- 金華山黄金神社の相生の松　恋愛成就にご利益があるとされる。

百選
- 水の郷百選
  - 1996年（平成8年）3月22日に合併前の旧石巻市は国土庁による水の郷百選に「ロマンあふれる水の都・石巻」として選定された[35]。

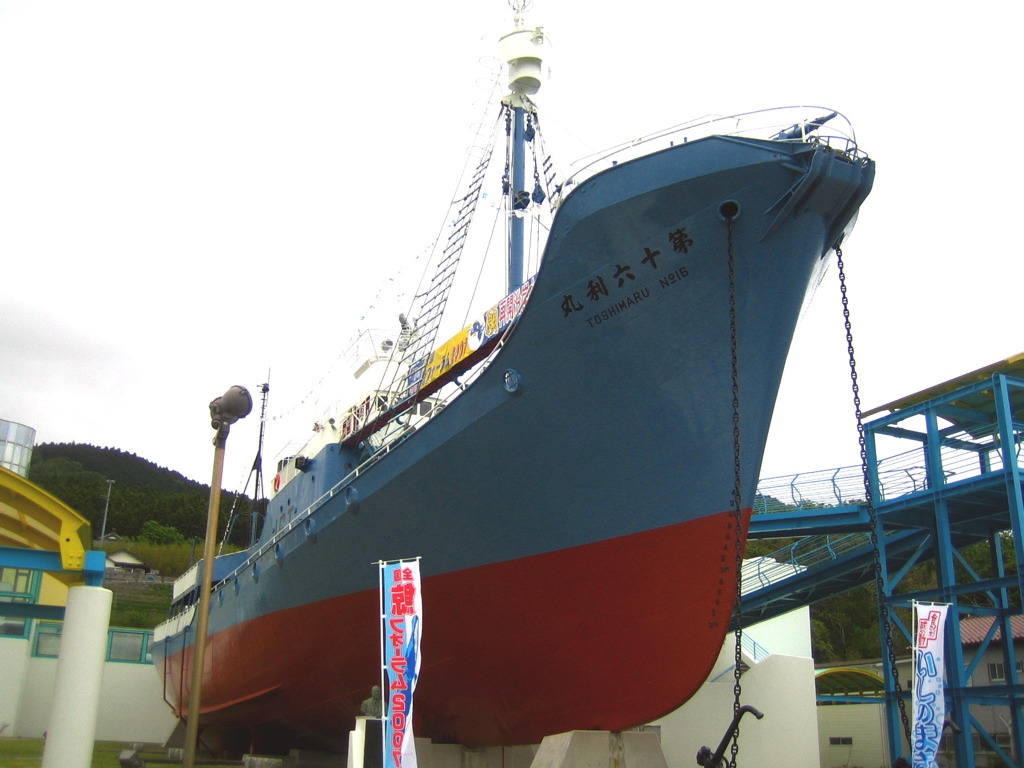
おしかホエールランドに展示されていた捕鯨船。

温泉
- 追分温泉

博物館・テーマパーク
- 石巻文化センター
- 石ノ森萬画館
- ホエールタウンおしか（かつては和歌山県太地町と並び、旧牡鹿町鮎川は捕鯨で全国的に有名だった。）
- 宮城県慶長使節船ミュージアム（サン・ファンパーク。サン・ファン・バウティスタ号の復元船が係留されている。）
- 雄勝硯伝統産業会館
- 宝ヶ峯縄文記念館
- 北上川・運河交流館（隈研吾設計）
- 丸寿美術館（かんけい丸本店） - ウェイバックマシン（2003年8月31日アーカイブ分）

## 文化

### 祭事・催事
- 名振のおめつき（旧雄勝町・1月）
- サン・ファン祭り（渡波・5月）
- 石巻川開き祭り（旧市内・8月）
- 石巻かほく杯ヨットレース
- サマーフェスタ・イン・かほく（旧河北町・8月）
- いしのまき大漁まつり（魚市場・10月）
- 和渕互市（旧河南町・12月）
- いしのまき復興マラソン

### 名産・特産
- 石巻焼きそば
- 笹かまぼこ
- たらこ（石巻はたらこの生産が日本一である。）
- べっこうシジミ（旧河北町）
- 雄勝石（硯、屋根材などの天然スレート用は玄昌石と呼ばれる。旧雄勝町。）
- 稲井石（墓石・記念碑用）（旧稲井町）
- ササニシキアイス（旧河南町）
- からし巻き（旧河南町）
- 金華サバ[36]
- 金華カツオ[36]
- 桃生茶（旧桃生町）[37]

### 伝統芸能
- 雄勝法印神楽（重要無形民俗文化財）
- 鹿嶋ばやし

### 音楽・芸術

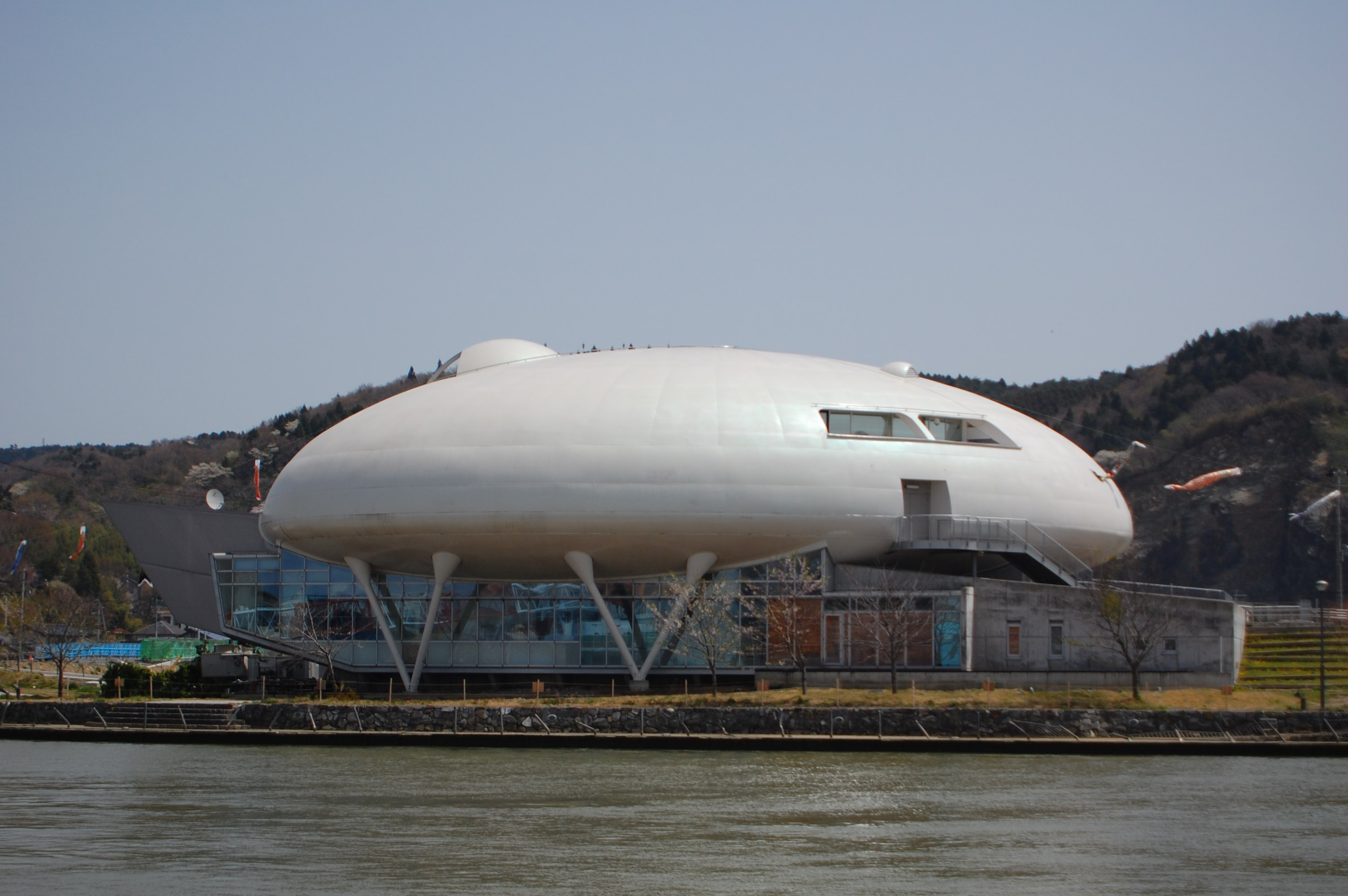
石ノ森萬画館の建物

アマチュアの楽団として石巻市民交響楽団がある。石巻市民交響楽団は1956年（昭和31年）に石巻市民管弦楽団として発足した組織を前身として、1976年（昭和51年）に発足した。ファミリーコンサートや定期演奏会を開催している。
石巻市は、宮城県登米郡石森町出身の漫画家石ノ森章太郎の協力を得て「石巻マンガランド基本構想」を策定し、「萬画」を活かした創造性ある街造りに取り組んでいる。その一環として、石ノ森萬画館の最寄り駅である石巻駅、および石ノ森萬画館までの道「マンガロード」では数々の石ノ森章太郎作品のキャラクターを見ることができる。

### スポーツ
- 日本製紙石巻硬式野球部 - 日本製紙石巻工場を拠点に活動している社会人野球の企業チーム。1986年創部。
- 石巻日和倶楽部 - 社会人野球のクラブチーム。1914年創部。

## 出身関連著名人
- 藍美代子 - 歌手
- 安住淳 - 衆議院議員
- 阿部香菜 - 柔道選手
- 阿部智 - 小説家
- 阿部智則 - お笑いタレント（POISON GIRL BAND）
- 阿部保夫 - ギタリスト
- 安倍吉輝 - 囲碁棋士
- 天津敏 - 俳優
- 荒川憲一 - 戦史学者
- 石母田正 - 歴史学者
- 伊藤公志 - 脚本家
- 岩渕明 - 機械工学者
- 遠藤正明 - 歌手
- 大川健太郎 - 演歌歌手
- 大戸平吉太郎 - 元力士
- 春日富士晃大 - 元力士（元雷親方）
- 勝又進 - 漫画家
- 亀山助清 - 声優
- かゆらゆか - 漫画家、原画家、イラストレーター
- 菅野壽 - 元参議院議員
- 菊地由希子 - 女優
- 木村和久 - ライター
- 木村優太 - ラグビー選手
- 菊田昇 - 医師
- 草川俊 - 小説家
- 日下正勝 - 元プロ野球選手（大洋ホエールズ）
- 小杉勇 - 俳優
- 小杉太一郎 - 作曲家
- 五ノ井里奈 - 元陸上自衛官（旧・河南町生まれ）
- 小山金七 - 警察官
- 佐々木幸男 - 歌手
- 佐藤大和 - 弁護士
- 志賀直哉 - 小説家
- 菅原龍之助 - プロサッカー選手（ベガルタ仙台）
- 涼風真世 - 女優、歌手、声優
- 鈴鹿景子 - 女優
- 善六 - 江戸時代の船乗り、日本語通訳
- 高木千尋 - プロボクサー、元プロレスラー
- 高砂淳二 - 写真家
- 高城みつ - 声優
- 竹永美紀 - ポーラ社長
- 多々良純 - 俳優
- たなか亜希夫 - 漫画家
- 千葉泰伸 - 元プロサッカー選手（ベガルタ仙台）
- 月嶋カリン - 歌手
- 津田喜章 - NHKアナウンサー
- 鶴岡ひなた - モデル
- 手代木史織 - 漫画家
- 遠山徳男 - 宮城県の2代目県民歌「輝く郷土」作詞者
- Tom-H@ck - 作曲家、編曲家、株式会社TaWaRa代表取締役
- 成瀬芳貴 - 漫画家
- 新沼慎二 - プロ野球選手（横浜ベイスターズ）
- 畠山和也 - 衆議院議員
- 半海一晃 - 俳優
- 日野市朗 - 元衆議院議員（第61代郵政大臣）
- 布施辰治 - 弁護士
- フランク安田 - アメリカ合衆国アラスカ州で活動した日系アメリカ人
- 辺見庸 - 小説家、ジャーナリスト
- 本間秋彦 - ラジオパーソナリティ
- 松浦慶斗 - プロ野球選手(北海道日本ハムファイターズ)所属
- 宮世琉弥 - 俳優[39]
- 萌江 - シンガーソングライター、ローカルアイドル
- 山崎みちよ - 漫画家
- 由利徹 - 喜劇俳優
- 吉本昌弘 - 脚本家
- ロジャー大葉 - ラジオパーソナリティ